# Open di Francia 2013
L'Open di Francia 2013 (conosciuto anche come Roland Garros) è stato un torneo di tennis giocato sulla terra rossa. È stata la 112ª edizione dell'Open di Francia, e la seconda prova del Grande Slam dell'anno. Si è giocato allo Stade Roland Garros di Parigi, in Francia, dal 26 maggio al 9 giugno 2013. I detentori del titolo del singolare maschile e femminile erano rispettivamente lo spagnolo Rafael Nadal e la russa Marija Šarapova. In campo femminile il titolo è andato a Serena Williams che ha sconfitto in finale la detentrice Marija Šarapova, mentre tra gli uomini si è confermato Nadal superando in finale il connazionale David Ferrer.

## Sommario
Lo spagnolo Rafael Nadal si è aggiudicato il titolo. Il numero 3 del seeding, ha debuttato contro il tedesco Daniel Brands. Nel secondo turno ha battuto lo slovacco Martin Kližan. Nel turno successivo ha sconfitto la testa di serie numero 27, Fabio Fognini, con il punteggio di 7–6(5), 6–4, 6–4. Negli ottavi di finale ha avuto la meglio sul giapponese Kei Nishikori sconfitto per 6–4, 6–1, 6–3. Nei quarti di finale ha affrontato e battuto lo svizzero Stan Wawrinka 6–2, 6–3, 6–1. In semifinale ha battuto il numero 1 del mondo Novak Đoković con il punteggio di 6–4, 3–6, 6–1, 6(3)–7, 9–7. Nella finale sul Philippe Chatrier ha battuto il connazionale David Ferrer 6–3, 6–2, 6–3.
La statunitense Serena Williams ha vinto la Coppa Suzanne Lenglen partendo come nº 1 del seeding. Nel 1º turno ha battuto la georgiana Anna Tatišvili con il punteggio di 6–0, 6–1. Nel 2º turno ha sconfitto Caroline Garcia 6–1, 6–2. Nel turno successivo ha avuto la meglio su Sorana Cîrstea che ha sconfitto per 6–0, 6–2. Negli ottavi di finale ha battuto l'italiana Roberta Vinci con il punteggio di 6–1, 6–3. Nei quarti di finale ha affrontato la russa Svetlana Kuznecova che ha sconfitto per 6–1, 3–6, 6–3. In semifinale ha vinto su Sara Errani con il punteggio di 6–0, 6–1. In finale ha sconfitto Marija Šarapova in 2 set con il punteggio di 6–4, 6–4.

## Programma del torneo
Il torneo si svolge in 15 giornate divise in due settimane.

## Tennisti partecipanti ai singolari

### Singolare maschile
- Singolare maschile

| Campione                   | Campione               | Finalista                  | Finalista                  |
| -------------------------- | ---------------------- | -------------------------- | -------------------------- |
| Rafael Nadal (3)           | Rafael Nadal (3)       | David Ferrer (4)           | David Ferrer (4)           |
| Semifinalisti              |                        |                            |                            |
| Novak Đoković (1)          | Novak Đoković (1)      | Jo-Wilfried Tsonga (6)     | Jo-Wilfried Tsonga (6)     |
| Eliminati ai quarti        |                        |                            |                            |
| Tommy Haas (12)            | Stan Wawrinka (9)      | Tommy Robredo (32)         | Roger Federer (2)          |
| Eliminati agli ottavi      |                        |                            |                            |
| Philipp Kohlschreiber (16) | Michail Južnyj (29)    | Kei Nishikori (13)         | Richard Gasquet (7)        |
| Nicolás Almagro (11)       | Kevin Anderson (23)    | Viktor Troicki             | Gilles Simon (15)          |
| Eliminati al 3º turno      |                        |                            |                            |
| Grigor Dimitrov (26)       | Victor Hănescu         | John Isner (19)            | Janko Tipsarević (8)       |
| Fabio Fognini (27)         | Benoît Paire (24)      | Jerzy Janowicz (21)        | Nikolaj Davydenko          |
| Gaël Monfils (WC)          | Andreas Seppi (20)     | Milos Raonic (14)          | Feliciano López            |
| Jérémy Chardy (25)         | Marin Čilić (10)       | Sam Querrey (18)           | Julien Benneteau (30)      |
| Eliminati al 2º turno      |                        |                            |                            |
| Guido Pella                | Lucas Pouille (WC)     | Dmitrij Tursunov           | Lu Yen-hsun                |
| Jack Sock (Q)              | Ryan Harrison          | Federico Delbonis          | Fernando Verdasco          |
| Martin Kližan              | Lukáš Rosol            | Łukasz Kubot               | Grega Žemlja               |
| Horacio Zeballos           | Robin Haase            | Denis Istomin              | Michał Przysiężny (Q)      |
| Ernests Gulbis             | Igor Sijsling          | Blaž Kavčič                | Édouard Roger-Vasselin     |
| Michaël Llodra             | Evgenij Donskoj        | João Sousa                 | Albert Montañés            |
| Jarkko Nieminen            | Roberto Bautista Agut  | Daniel Gimeno Traver       | Nick Kyrgios (WC)          |
| Pablo Cuevas (PR)          | Jan Hájek              | Tobias Kamke               | Somdev Devvarman (Q)       |
| Eliminati al 1º turno      |                        |                            |                            |
| David Goffin               | Ivan Dodig             | Alex Kuznetsov (WC)        | Alejandro Falla            |
| Aleksandr Dolhopolov (22)  | Bernard Tomić          | Simone Bolelli             | Jiří Veselý (Q)            |
| Guillaume Rufin            | Guillermo García López | Andrej Kuznecov            | Carlos Berlocq             |
| Pablo Andújar              | Julian Reister (Q)     | Marc Gicquel (WC)          | Nicolas Mahut (WC)         |
| Daniel Brands              | Michael Russell        | Pere Riba (Q)              | Andreas Beck (Q)           |
| Marcos Baghdatis           | Maxime Teixeira (Q)    | Santiago Giraldo           | Jesse Levine               |
| Thiemo de Bakker           | Vasek Pospisil (Q)     | Kenny de Schepper          | Albert Ramos Viñolas       |
| Florian Mayer (28)         | Florent Serra (WC)     | Rhyne Williams (LL)        | Serhij Stachovs'kyj        |
| Tomáš Berdych (5)          | Rogério Dutra da Silva | Jürgen Melzer              | Jürgen Zopp                |
| Leonardo Mayer             | James Duckworth (Q)    | Martín Alund               | Andreas Haider-Maurer (LL) |
| Xavier Malisse             | Steve Darcis (Q)       | Jan-Lennard Struff (Q)     | Illja Marčenko (LL)        |
| Marcel Granollers (31)     | Gō Soeda               | Steve Johnson (Q)          | Marinko Matosevic          |
| Aljaž Bedene               | Paul-Henri Mathieu     | Gilles Müller              | Benjamin Becker            |
| Juan Mónaco (17)           | James Blake            | Radek Štěpánek             | Philipp Petzschner         |
| Lleyton Hewitt             | Adrian Mannarino       | Denis Kudla (Q)            | Lukáš Lacko                |
| Ričardas Berankis          | Paolo Lorenzi          | Daniel Muñoz de la Nava(Q) | Pablo Carreño (Q)          |

### Singolare femminile
- Singolare femminile

| Campionessa              | Campionessa                    | Finalista                     | Finalista                   |
| ------------------------ | ------------------------------ | ----------------------------- | --------------------------- |
| Serena Williams (1)      | Serena Williams (1)            | Marija Šarapova (2)           | Marija Šarapova (2)         |
| Semifinaliste            |                                |                               |                             |
| Sara Errani (5)          | Sara Errani (5)                | Viktoryja Azaranka (3)        | Viktoryja Azaranka (3)      |
| Eliminate ai quarti      |                                |                               |                             |
| Svetlana Kuznecova       | Agnieszka Radwańska (4)        | Marija Kirilenko (12)         | Jelena Janković (18)        |
| Eliminate agli ottavi    |                                |                               |                             |
| Roberta Vinci (15)       | Angelique Kerber (8)           | Ana Ivanović (14)             | Carla Suárez Navarro (20)   |
| Bethanie Mattek-Sands    | Francesca Schiavone            | Jamie Hampton                 | Sloane Stephens (17)        |
| Eliminate al 3º turno    |                                |                               |                             |
| Sorana Cîrstea (26)      | Petra Cetkovská                | Bojana Jovanovski             | Varvara Lepchenko (29)      |
| Dinah Pfizenmaier (Q)    | Virginie Razzano (WC)          | Mónica Puig                   | Sabine Lisicki (32)         |
| Paula Ormaechea (Q)      | Stefanie Vögele                | Marion Bartoli (13)           | Alizé Cornet (31)           |
| Petra Kvitová (7)        | Samantha Stosur (9)            | Marina Eraković               | Jie Zheng                   |
| Eliminate al 2º turno    |                                |                               |                             |
| Caroline Garcia (WC)     | Johanna Larsson                | Anastasija Pavljučenkova (19) | Galina Voskoboeva (Q)       |
| Caroline Wozniacki (10)  | Magdaléna Rybáriková           | Elina Svitolina               | Jana Čepelová               |
| Mallory Burdette         | Urszula Radwańska              | Zuzana Kučová (Q)             | Mathilde Johansson          |
| Madison Keys             | Shelby Rogers (WC)             | María Teresa Torró Flor       | Julija Putinceva            |
| Li Na (6)                | Jaroslava Švedova (27)         | Kaia Kanepi                   | Ashleigh Barty (WC)         |
| Mariana Duque Mariño (Q) | Kirsten Flipkens (21)          | Sílvia Soler Espinosa         | Annika Beck                 |
| Peng Shuai               | Anna Karolína Schmiedlová (Q)  | Garbiñe Muguruza              | Kristina Mladenovic         |
| Dominika Cibulková (16)  | Vania King (Q)                 | Melanie Oudin                 | Eugenie Bouchard            |
| Eliminate al 1º turno    |                                |                               |                             |
| Anna Tatišvili           | Julija Bejhel'zymer (Q)        | Monica Niculescu              | Kiki Bertens                |
| Andrea Hlaváčková        | Olga Puchkova                  | Grace Min (Q)                 | Stéphanie Foretz Gacon (WC) |
| Laura Robson             | Barbora Záhlavová-Strýcová (Q) | Pauline Parmentier            | Ekaterina Makarova (22)     |
| Mirjana Lučić            | Romina Oprandi                 | Christina McHale              | Mona Barthel                |
| Shahar Peer              | Donna Vekić                    | Mandy Minella                 | Venus Williams (30)         |
| Julia Görges (24)        | Claire Feuerstein (WC)         | Chanelle Scheepers            | Petra Martić                |
| Nadia Petrova (11)       | Misaki Doi                     | Irena Pavlović (WC)           | Simona Halep                |
| Sofia Arvidsson          | Julia Glushko (Q)              | Ayumi Morita                  | Arantxa Rus                 |
| Anabel Medina Garrigues  | Lourdes Domínguez Lino         | Tatjana Maria                 | Coco Vandeweghe             |
| Klára Zakopalová (23)    | Heather Watson                 | Lucie Hradecká                | Nina Bratčikova             |
| Olga Govortsova          | Kristýna Plíšková              | Melinda Czink                 | Flavia Pennetta (PR)        |
| Maria João Koehler       | Irina-Camelia Begu             | Sandra Záhlavová (Q)          | Elena Vesnina               |
| Aravane Rezaï (WC)       | Camila Giorgi                  | Yanina Wickmayer              | Lucie Šafářová (25)         |
| Daniela Hantuchová       | Karolína Plíšková              | Lauren Davis                  | Kimiko Date                 |
| Lesja Curenko            | Elena Baltacha                 | Alexandra Cadanțu             | Karin Knapp                 |
| Tamira Paszek (28)       | Vesna Dolonc                   | Cvetana Pironkova             | Hsieh Su-wei                |

## Qualificazioni e sorteggio
Le qualificazioni si svolgono fra il 21 e il 24 maggio 2013 in tre turni.  Si sono qualificati i vincitori del terzo turno e i lucky loser:
- Per il singolare maschile: Jiří Veselý, Vasek Pospisil, Steve Darcis, Pere Riba, Steve Johnson, Andreas Beck, Julian Reister, Somdev Devvarman, Pablo Carreño Busta, Maxime Teixeira, Denis Kudla, Jan-Lennard Struff, Jack Sock, Daniel Muñoz de la Nava, Michał Przysiężny, James Duckworth, Rhyne Williams, Andreas Haider-Maurer
- Per il singolare femminile: Barbora Záhlavová-Strýcová, Mariana Duque, Vania King, Julija Bejhel'zymer, Paula Ormaechea, Grace Min, Anna Karolína Schmiedlová, Dinah Pfizenmaier, Sandra Záhlavová, Galina Voskoboeva, Julia Glushko, Zuzana Kučová.

Le wildcard sono state assegnate a:
- Per il singolare maschile: Alex Kuznetsov, Lucas Pouille, Marc Gicquel, Nicolas Mahut, Florent Serra, Gaël Monfils, Nick Kyrgios, Adrian Mannarino.
- Per il singolare femminile: Caroline Garcia, Stéphanie Foretz Gacon, Virginie Razzano, Claire Feuerstein, Irena Pavlović, Shelby Rogers, Ashleigh Barty, Aravane Rezaï.
- Per il doppio maschile: Jonathan Dasnières de Veigy / Florent Serra, Jonathan Eysseric / Fabrice Martin, Marc Gicquel / Édouard Roger-Vasselin, Pierre-Hugues Herbert / Nicolas Renavand, Paul-Henri Mathieu / Lucas Pouille, Gaël Monfils / Josselin Ouanna, Albano Olivetti / Maxime Teixeira.
- Per il doppio femminile: Séverine Beltrame / Laura Thorpe, Julie Coin / Pauline Parmentier, Alizé Cornet / Virginie Razzano, Stéphanie Foretz Gacon / Irena Pavlović, Caroline Garcia / Mathilde Johansson, Alizé Lim / Aravane Rezaï, Serena Williams / Venus Williams.
- Per il doppio misto: Séverine Brémond Beltrame / Benoît Paire, Caroline Garcia / Marc Gicquel, Julie Coin / Nicolas Mahut, Stéphanie Foretz Gacon / Édouard Roger-Vasselin, Alizé Lim / Jérémy Chardy.

Il sorteggio dei tabelloni principali si è svolto il 24 maggio 2013. Le teste di serie nº1 dei singolari sono state Novak Đoković e Serena Williams.

## Calendario

### 26 maggio (1º giorno)

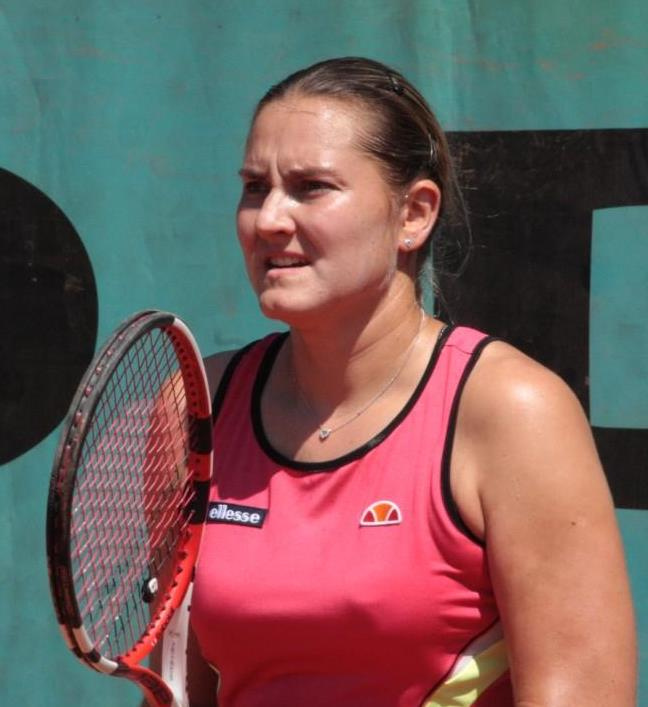
Nadia Petrova esce al primo turno

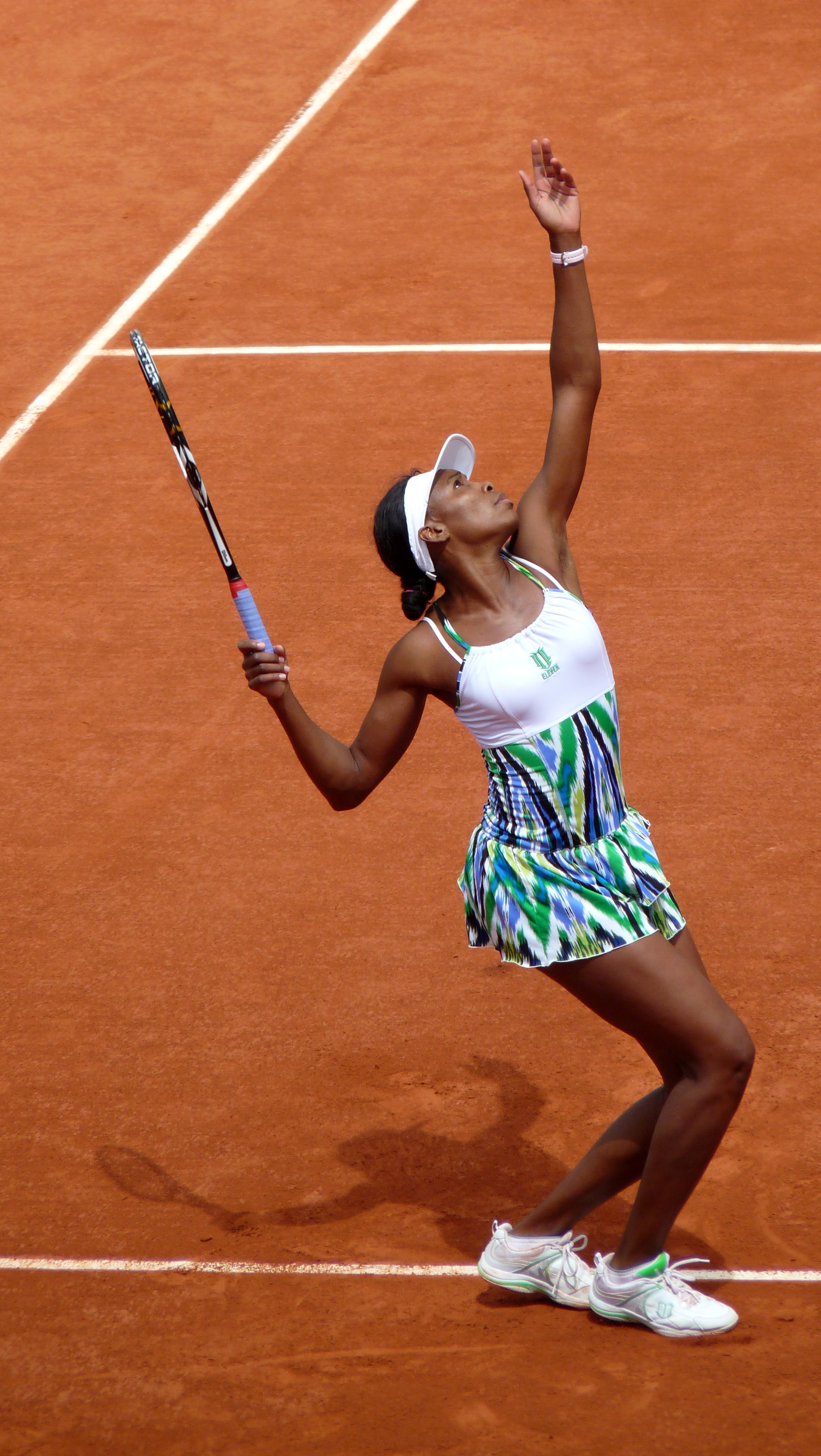
Venus Williams, finalista qui nel 2002, eliminata al primo turno

Nella 1ª giornata si sono giocati gli incontri del primo turno dei singolari maschili e femminili in base al programma della giornata
| Incontri sui campi principali                         | Incontri sui campi principali                         | Incontri sui campi principali                         | Incontri sui campi principali                         |
| Incontri sul Court Philippe Chatrier (Campo centrale) | Incontri sul Court Philippe Chatrier (Campo centrale) | Incontri sul Court Philippe Chatrier (Campo centrale) | Incontri sul Court Philippe Chatrier (Campo centrale) |
| Turno                                                 | Vincitore                                             | Perdente                                              | Punteggio                                             |
| ----------------------------------------------------- | ----------------------------------------------------- | ----------------------------------------------------- | ----------------------------------------------------- |
| 1º turno singolare femminile                          | Ana Ivanović [14]                                     | Petra Martić                                          | 6–1, 3–6, 6–3                                         |
| 1º turno singolare femminile                          | Serena Williams [1]                                   | Anna Tatišvili                                        | 6–0, 6–1                                              |
| 1º turno singolare maschile                           | Roger Federer [2]                                     | Pablo Carreño Busta                                   | 6–2, 6–2, 6–3                                         |
| 1º turno singolare maschile                           | Michaël Llodra                                        | Steve Darcis                                          | 6-4, 4-6, 6-1, 6-4                                    |
| Incontri sul Court Suzanne Lenglen (Grandstand)       |                                                       |                                                       |                                                       |
| Turno                                                 | Vincitore                                             | Perdente                                              | Punteggio                                             |
| 1º turno singolare femminile                          | Sara Errani [5]                                       | Arantxa Rus                                           | 6–1, 6–2                                              |
| 1º turno singolare maschile                           | Gilles Simon [15]                                     | Lleyton Hewitt                                        | 3–6, 1–6, 6–4, 6–1, 7–5                               |
| 1º turno singolare maschile                           | David Ferrer [4]                                      | Marinko Matosevic                                     | 6–4, 6–3, 6–4                                         |
| 1º turno singolare femminile                          | Urszula Radwańska                                     | Venus Williams [30]                                   | 7–65, 6–74, 6–4                                       |

- Teste di serie eliminate:
  - Singolare maschile: nessuno.
  - Singolare femminile:  Nadia Petrova [11],  Venus Williams [30]

### 27 maggio (2º giorno)

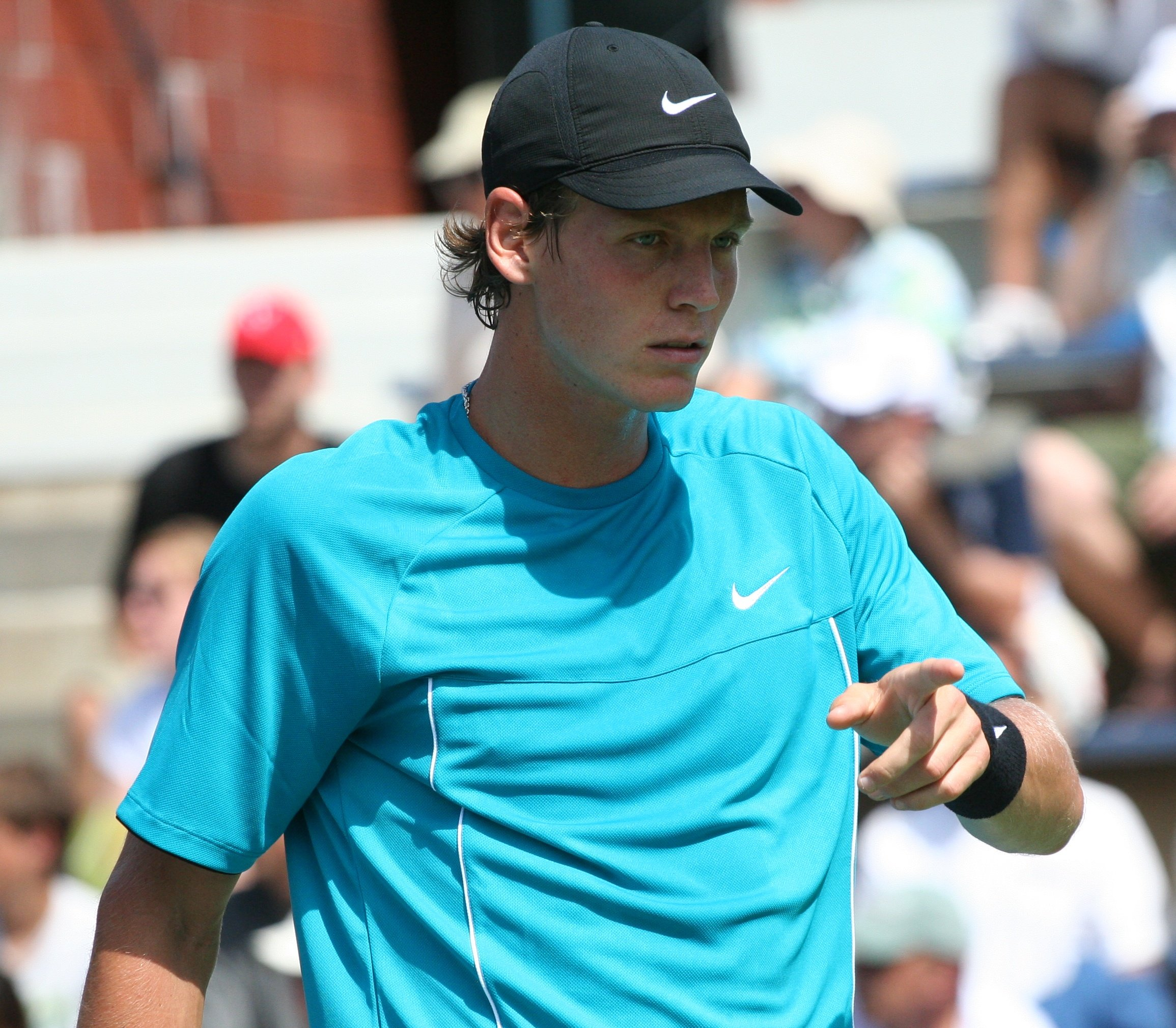
Tomáš Berdych eliminato al primo turno

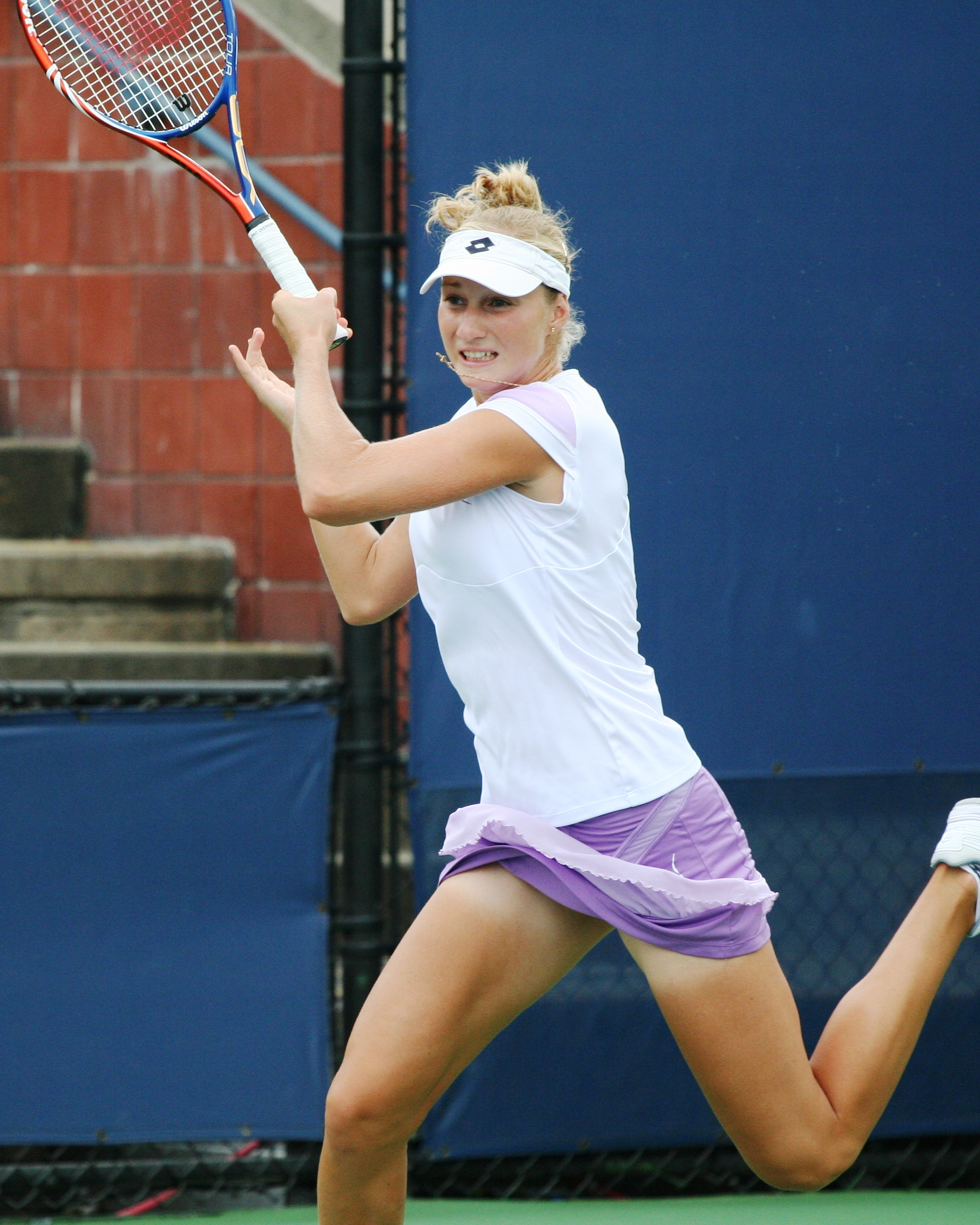
Ekaterina Makarova esce al primo turno

Nella 2ª giornata si sono giocati gli incontri del primo turno dei singolari maschili e femminili in base al programma della giornata
| Incontri sui campi principali                         | Incontri sui campi principali                         | Incontri sui campi principali                         | Incontri sui campi principali                         |
| Incontri sul Court Philippe Chatrier (Campo centrale) | Incontri sul Court Philippe Chatrier (Campo centrale) | Incontri sul Court Philippe Chatrier (Campo centrale) | Incontri sul Court Philippe Chatrier (Campo centrale) |
| Turno                                                 | Vincitore                                             | Perdente                                              | Punteggio                                             |
| ----------------------------------------------------- | ----------------------------------------------------- | ----------------------------------------------------- | ----------------------------------------------------- |
| 1º turno singolare femminile                          | Li Na [6]                                             | Anabel Medina Garrigues                               | 6–3, 6–4                                              |
| 1º turno singolare maschile                           | Rafael Nadal [3]                                      | Daniel Brands                                         | 4–6, 7–64, 6–4, 6–3                                   |
| 1º turno singolare maschile                           | Gaël Monfils [WC]                                     | Tomáš Berdych [5]                                     | 7–68, 6–4, 6–73, 6–74, 7–5                            |
| Incontri sul Court Suzanne Lenglen (Grandstand)       |                                                       |                                                       |                                                       |
| Turno                                                 | Vincitore                                             | Perdente                                              | Punteggio                                             |
| 1º turno singolare femminile                          | Agnieszka Radwańska [4]                               | Shahar Peer                                           | 6–1, 6–1                                              |
| 1º turno singolare maschile                           | Jo-Wilfried Tsonga [6]                                | Aljaž Bedene                                          | 6–2, 6–2, 6–3                                         |
| 1º turno singolare femminile                          | Caroline Wozniacki [10]                               | Laura Robson                                          | 6–3, 6–2                                              |
| 1º turno singolare maschile                           | Richard Gasquet [7]                                   | Serhij Stachovs'kyj                                   | 6–1, 6–4, 6–3                                         |
| 1º turno singolare femminile                          | Marija Šarapova [2]                                   | Hsieh Su-wei                                          | 6–2, 6–1                                              |

- Teste di serie eliminate:
  - Singolare maschile:  Tomáš Berdych [5],  Juan Mónaco [17],  Marcel Granollers [31]
  - Singolare femminile:  Ekaterina Makarova [22],  Julia Görges [24],  Tamira Paszek [28]

### 28 maggio (3º giorno)

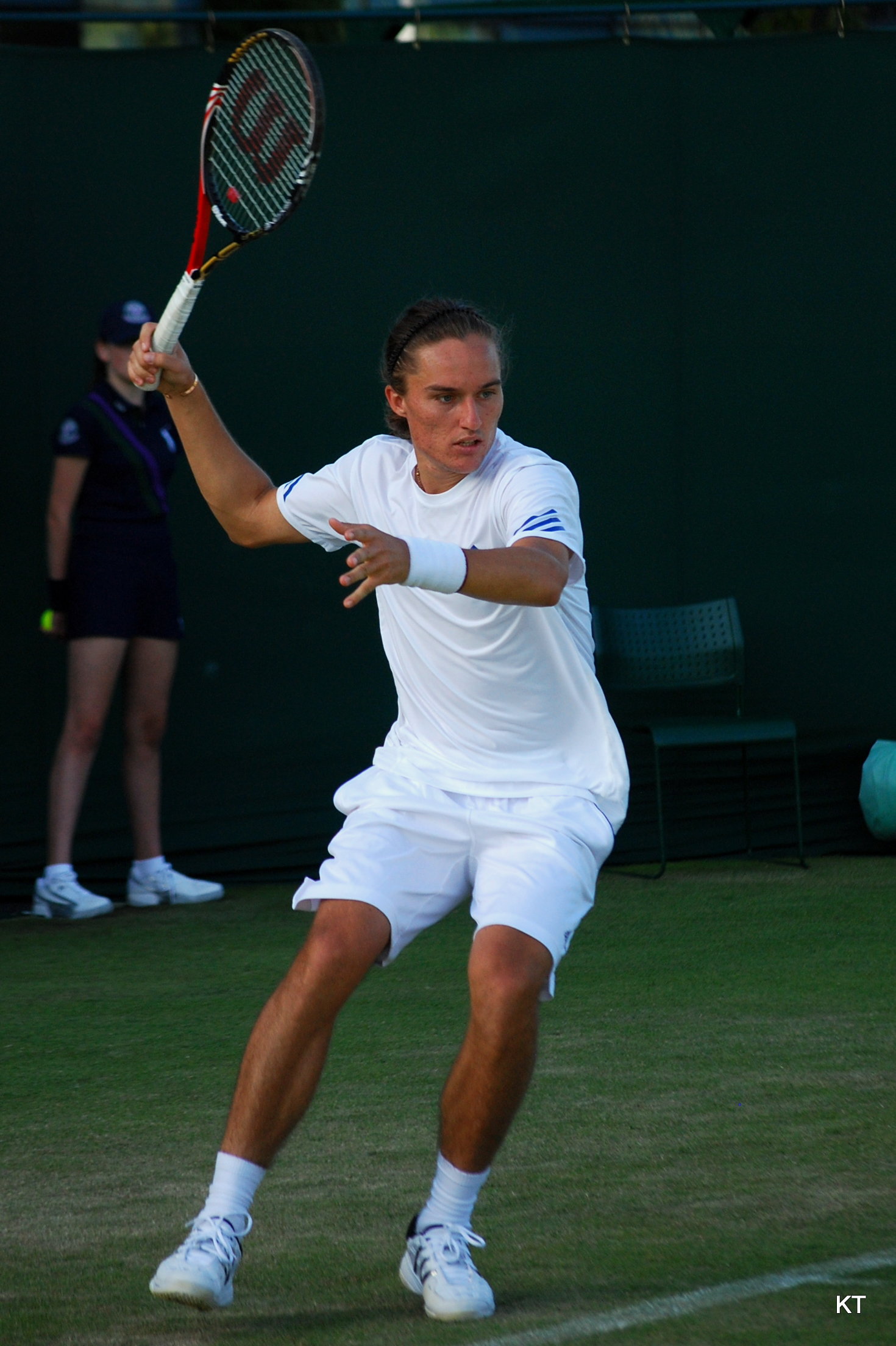
Aleksandr Dolhopolov, eliminato al primo turno

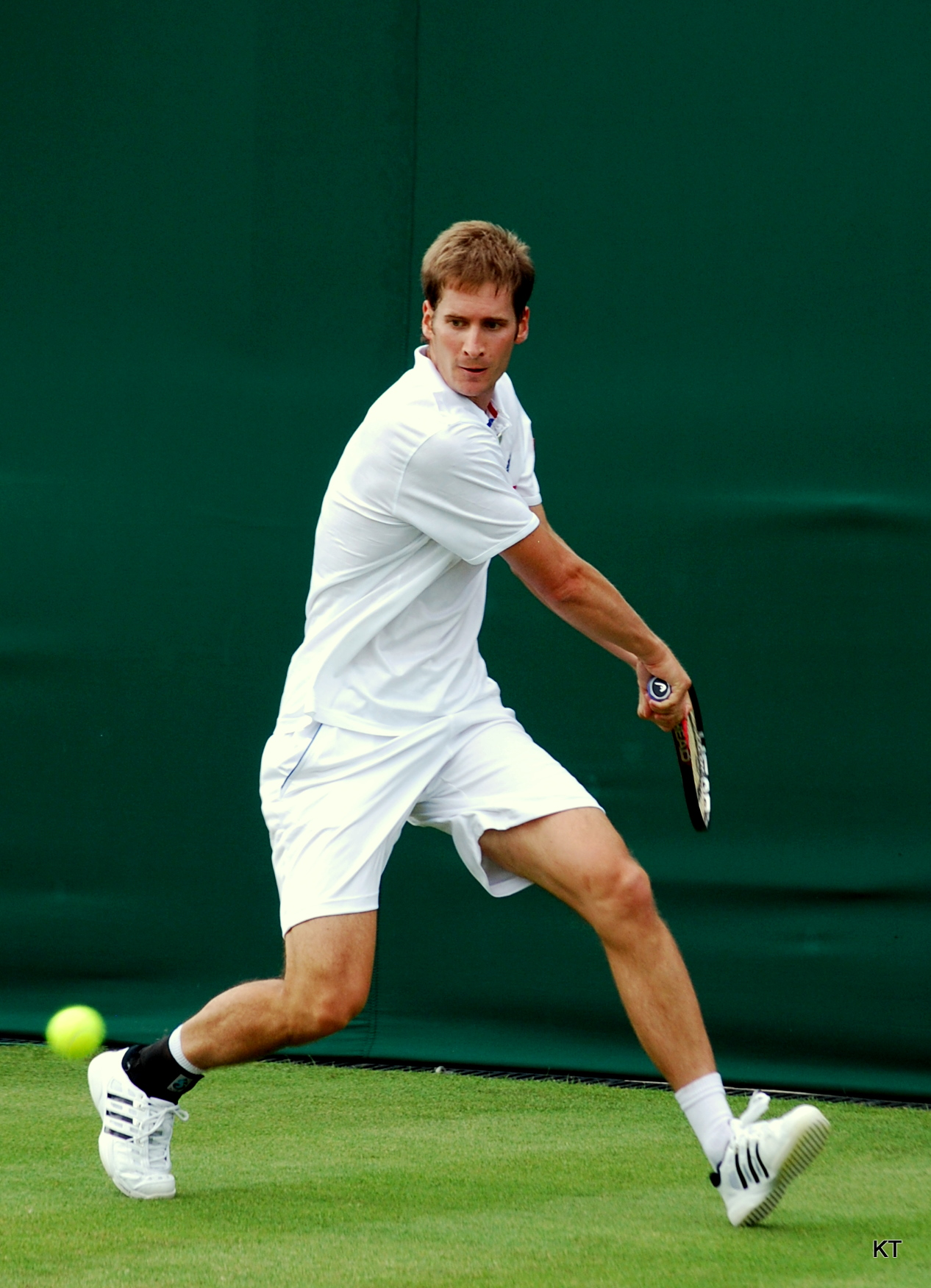
Florian Mayer perde al primo turno

Nella 3ª giornata si sono giocati gli incontri del primo turno dei singolari maschili e femminili e del doppio maschile in base al programma della giornata
| Incontri sui campi principali                         | Incontri sui campi principali                         | Incontri sui campi principali                         | Incontri sui campi principali                         |
| Incontri sul Court Philippe Chatrier (Campo centrale) | Incontri sul Court Philippe Chatrier (Campo centrale) | Incontri sul Court Philippe Chatrier (Campo centrale) | Incontri sul Court Philippe Chatrier (Campo centrale) |
| Turno                                                 | Vincitore                                             | Perdente                                              | Punteggio                                             |
| ----------------------------------------------------- | ----------------------------------------------------- | ----------------------------------------------------- | ----------------------------------------------------- |
| 1º turno singolare femminile                          | Marion Bartoli [13]                                   | Ol'ga Govorcova                                       | 7–68, 4–6, 7–5                                        |
| 1º turno singolare maschile                           | Novak Đoković [1]                                     | David Goffin                                          | 7–65, 6–4, 7–5                                        |
| 1º turno singolare maschile                           | Nicolas Mahut [WC] vs Janko Tipsarević [8]            | Nicolas Mahut [WC] vs Janko Tipsarević [8]            | Cancellato                                            |
| 1º turno singolare femminile                          | Elena Vesnina vs Viktoryja Azaranka [3]               | Elena Vesnina vs Viktoryja Azaranka [3]               | Cancellato                                            |
| Incontri sul Court Suzanne Lenglen (Grandstand)       |                                                       |                                                       |                                                       |
| Turno                                                 | Vincitore                                             | Perdente                                              | Punteggio                                             |
| 1º turno singolare maschile                           | Tommy Haas [12]                                       | Guillaume Rufin                                       | 7–64, 6–1, 6–3                                        |
| 1º turno singolare femminile                          | Alizé Cornet [31]                                     | Maria João Koehler                                    | 7–5, 6–2                                              |
| 1º turno singolare maschile                           | Benoît Paire [24] vs Marcos Baghdatis                 | Benoît Paire [24] vs Marcos Baghdatis                 | 3–6, 7–6(1), 4–3, Sospeso                             |
| 1º turno singolare femminile                          | Petra Kvitová [7] vs Aravane Rezaï [WC]               | Petra Kvitová [7] vs Aravane Rezaï [WC]               | Cancellato                                            |

- Teste di serie eliminate:
  - Singolare maschile:  Aleksandr Dolhopolov [22],  Florian Mayer [28].
  - Singolare femminile: nessuna.
  - Doppio maschile:  Mahesh Bhupathi /  Rohan Bopanna [4],  Daniele Bracciali /  Fabio Fognini [14].

### 29 maggio (4º giorno)
Nella 4ª giornata si sono giocati gli incontri del primo turno dei singolari maschili, femminili, del doppio maschile, del doppio femminile e del secondo turno del singolare maschile e femminile in base al programma della giornata
| Incontri sui campi principali                         | Incontri sui campi principali                         | Incontri sui campi principali                         | Incontri sui campi principali                         |
| Incontri sul Court Philippe Chatrier (Campo centrale) | Incontri sul Court Philippe Chatrier (Campo centrale) | Incontri sul Court Philippe Chatrier (Campo centrale) | Incontri sul Court Philippe Chatrier (Campo centrale) |
| Turno                                                 | Vincitore                                             | Perdente                                              | Punteggio                                             |
| ----------------------------------------------------- | ----------------------------------------------------- | ----------------------------------------------------- | ----------------------------------------------------- |
| 1º turno singolare femminile                          | Viktoryja Azaranka [3]                                | Elena Vesnina                                         | 6–1, 6–4                                              |
| 2º turno singolare maschile                           | Jo-Wilfried Tsonga [6]                                | Jarkko Nieminen                                       | 7–66, 6–4, 6–3                                        |
| 2º turno singolare maschile                           | Gaël Monfils [WC]                                     | Ernests Gulbis                                        | 6–75, 6–4, 7–64, 6–2                                  |
| 2º turno singolare femminile                          | Serena Williams [1]                                   | Caroline Garcia [WC]                                  | 6–1, 6–2                                              |
| Incontri sul Court Suzanne Lenglen (Grandstand)       |                                                       |                                                       |                                                       |
| Turno                                                 | Vincitore                                             | Perdente                                              | Punteggio                                             |
| 1º turno singolare femminile                          | Petra Kvitová [7]                                     | Aravane Rezaï [WC]                                    | 6–3, 4–6, 6–2                                         |
| 1º turno singolare maschile                           | Benoît Paire [24]                                     | Marcos Baghdatis                                      | 3–6, 7–6(1), 6–4, 6–4                                 |
| 2º turno singolare maschile                           | Milos Raonic [14]                                     | Michaël Llodra                                        | 7–5, 3–6, 7–63, 6–2                                   |
| 2º turno singolare maschile                           | Roger Federer [2]                                     | Somdev Devvarman [Q]                                  | 6–2, 6–1, 6–1                                         |
| 2º turno singolare femminile                          | Ana Ivanović [14]                                     | Mathilde Johansson                                    | 6–2, 6–2                                              |

- Teste di serie eliminate:
  - Singolare maschile: nessuna.

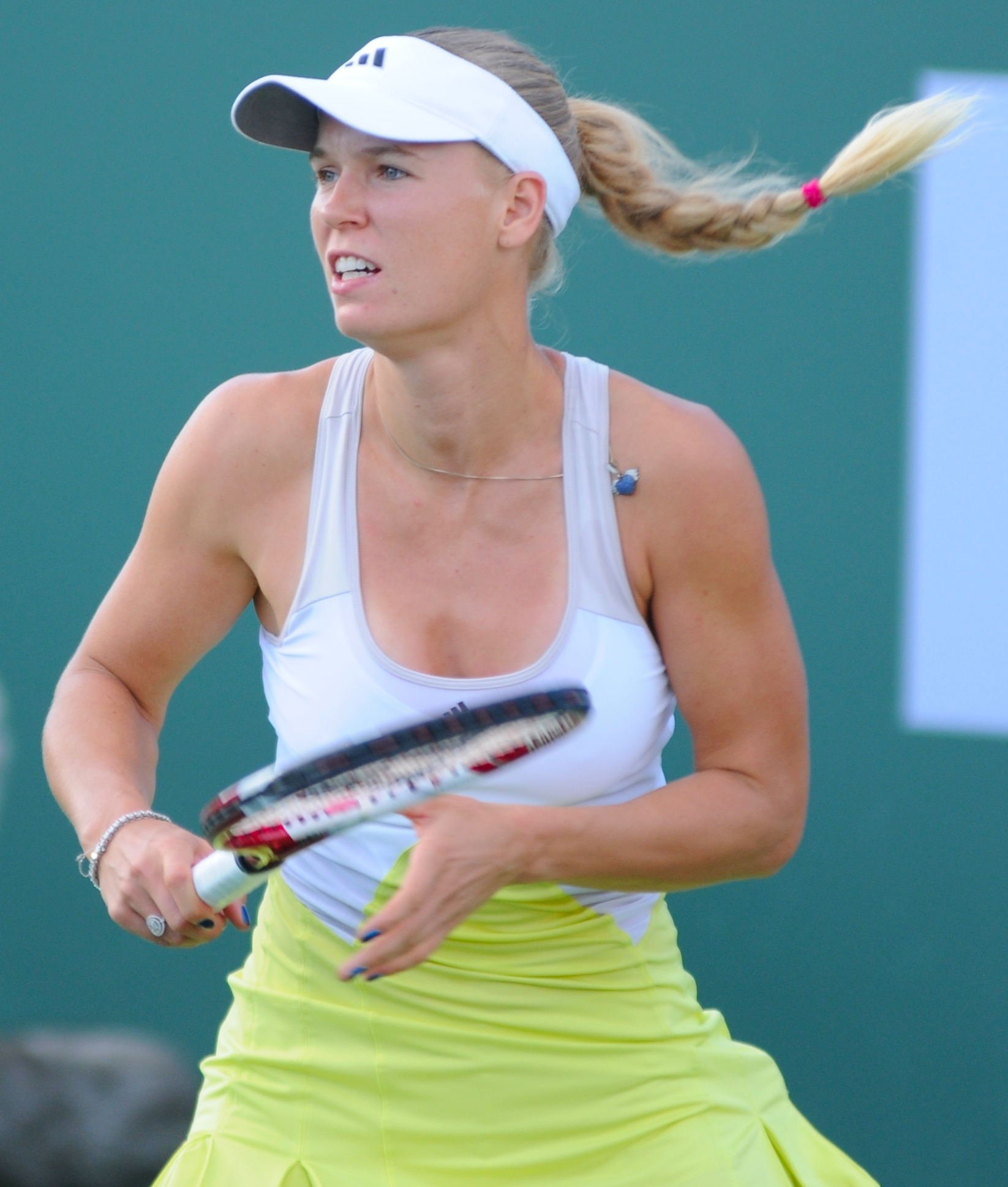
Caroline Wozniacki perde al secondo turno

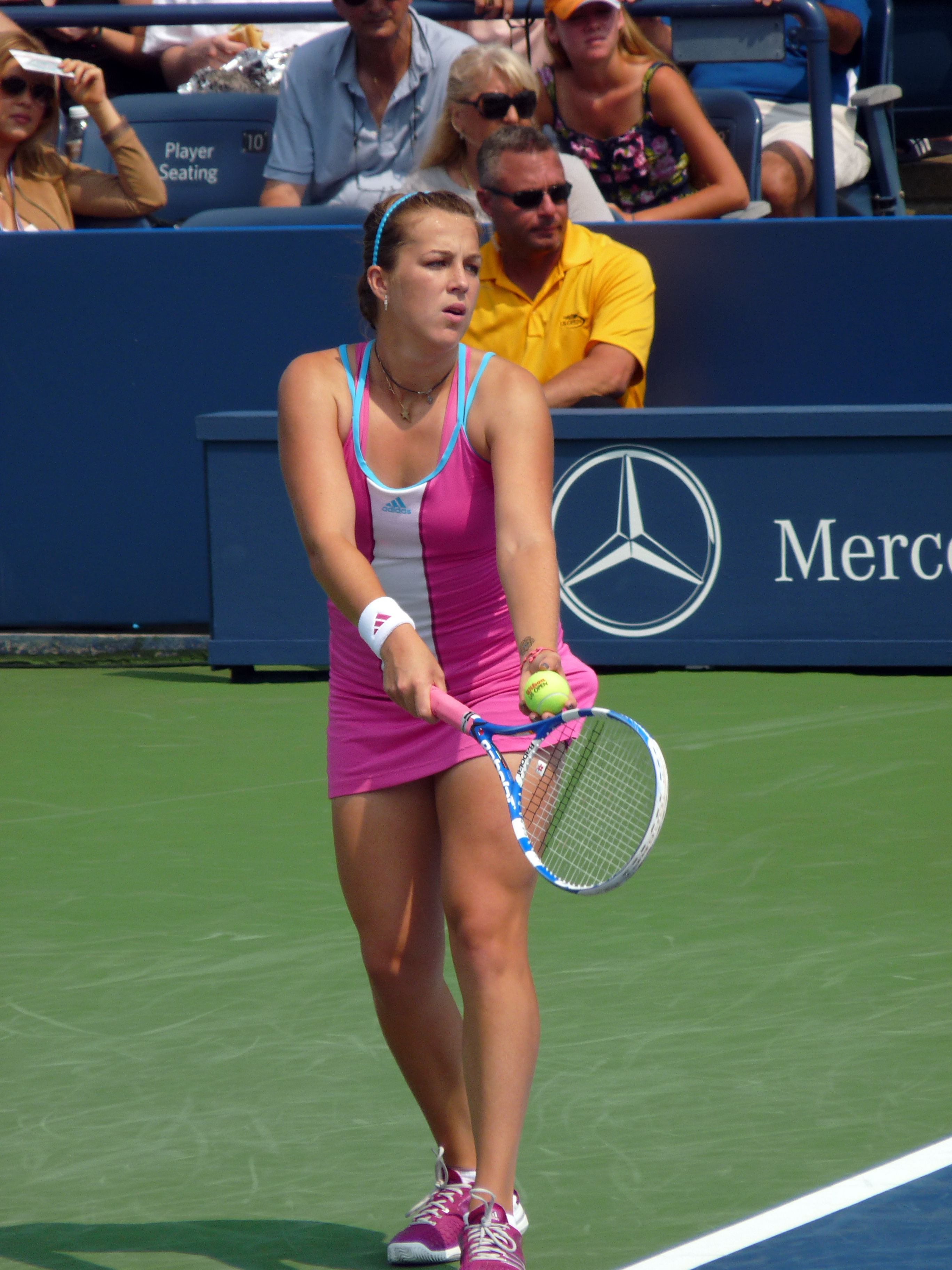
Anastasija Pavljučenkova, eliminata al secondo turno

  - Singolare femminile:  Caroline Wozniacki [10],  Anastasija Pavljučenkova [19],  Klára Zakopalová [23],  Lucie Šafářová [25]
  - Doppio maschile:  Santiago González /  Scott Lipsky [11],  Julian Knowle /  Filip Polášek [15]
  - Doppio femminile:  Liezel Huber /  María José Martínez Sánchez [5],  Daniela Hantuchová /  Anabel Medina Garrigues [16]

### 30 maggio (5º giorno)

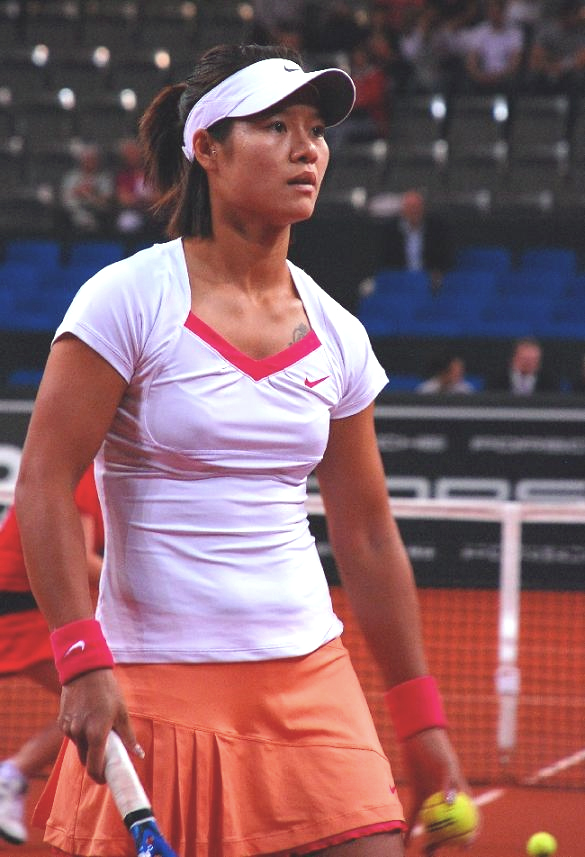
Li Na, vincitrice del Roland Garros 2011, esce a sorpresa al secondo turno

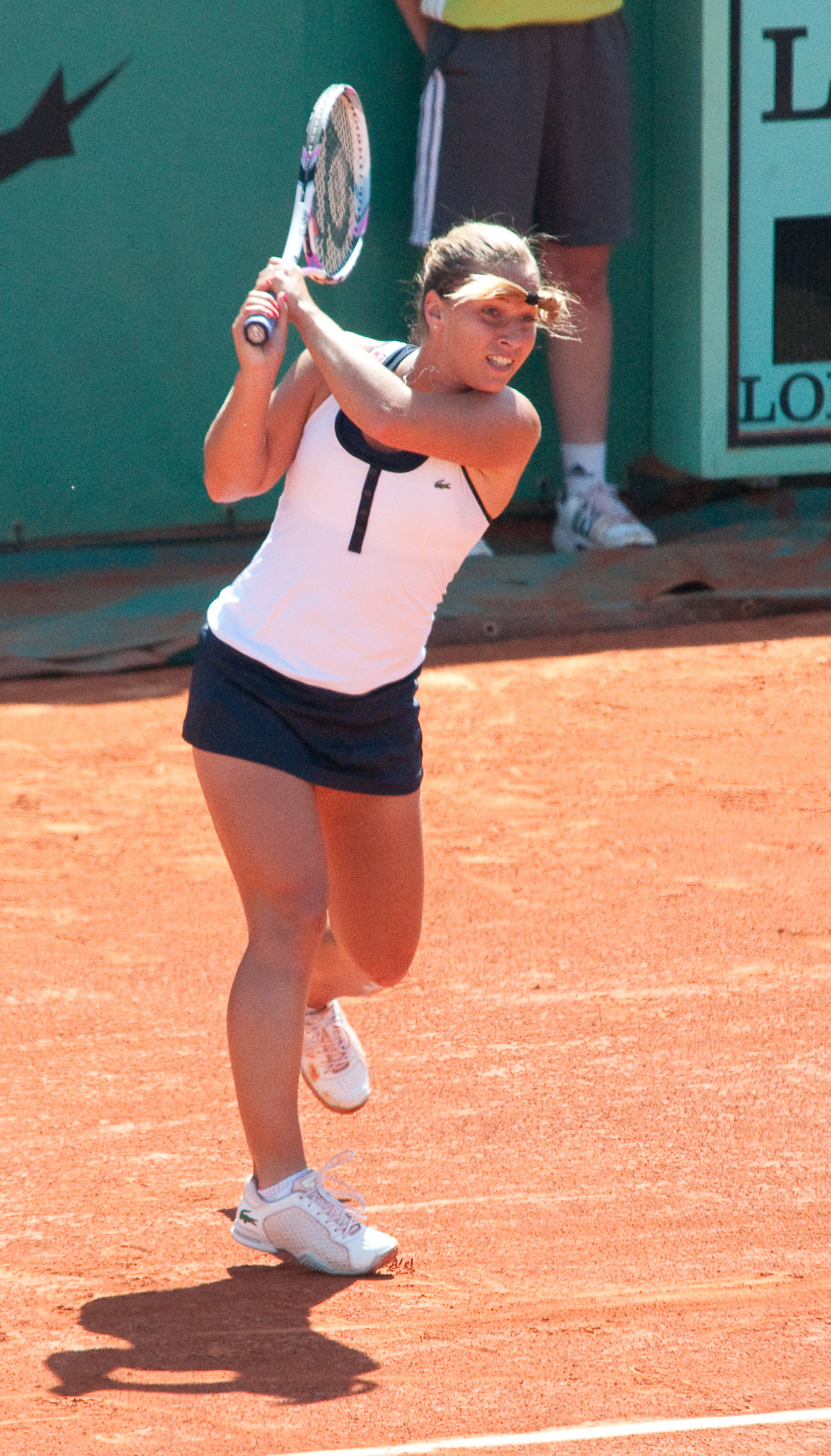
Dominika Cibulková perde al secondo turno

Nella 5ª giornata si sono giocati gli incontri del secondo turno dei singolari maschili, femminili e del primo turno del doppio maschile e femminile in base al programma della giornata
| Incontri sui campi principali                         | Incontri sui campi principali                         | Incontri sui campi principali                         | Incontri sui campi principali                         |
| Incontri sul Court Philippe Chatrier (Campo centrale) | Incontri sul Court Philippe Chatrier (Campo centrale) | Incontri sul Court Philippe Chatrier (Campo centrale) | Incontri sul Court Philippe Chatrier (Campo centrale) |
| Turno                                                 | Vincitore                                             | Perdente                                              | Punteggio                                             |
| ----------------------------------------------------- | ----------------------------------------------------- | ----------------------------------------------------- | ----------------------------------------------------- |
| 2º turno singolare femminile                          | Samantha Stosur [9]                                   | Kristina Mladenovic                                   | 6–4, 6–3                                              |
| 2º turno singolare maschile                           | Novak Đoković [1]                                     | Guido Pella                                           | 6–2, 6–0, 6–2                                         |
| 2º turno singolare femminile                          | Eugenie Bouchard vs Marija Šarapova [2]               | Eugenie Bouchard vs Marija Šarapova [2]               | 2–6, 2–4, Sospeso                                     |
| 2º turno singolare maschile                           | Michał Przysiężny [Q] vs Richard Gasquet [7]          | Michał Przysiężny [Q] vs Richard Gasquet [7]          | Cancellato                                            |
| Incontri sul Court Suzanne Lenglen (Grandstand)       |                                                       |                                                       |                                                       |
| Turno                                                 | Vincitore                                             | Perdente                                              | Punteggio                                             |
| 2º turno singolare maschile                           | Grigor Dimitrov [26]                                  | Lucas Pouille [WC]                                    | 6–1, 7–6(7–4), 6–1                                    |
| 2º turno singolare femminile                          | Viktoryja Azaranka [3]                                | Annika Beck                                           | 6–4, 6–3                                              |
| 2º turno singolare maschile                           | Rafael Nadal [3] vs Martin Kližan                     | Rafael Nadal [3] vs Martin Kližan                     | Cancellato                                            |
| 2º turno singolare femminile                          | Francesca Schiavone vs Kirsten Flipkens [21]          | Francesca Schiavone vs Kirsten Flipkens [21]          | Cancellato                                            |

- Teste di serie eliminate:
  - Singolare maschile: nessuna.
  - Singolare femminile:  Li Na [6],  Dominika Cibulková [16],  Jaroslava Švedova [27]
  - Doppio maschile:  Colin Fleming /  Jonathan Marray [10]
  - Doppio femminile:  Raquel Kops-Jones /  Abigail Spears [6], Serena Williams /  Venus Williams [12]

### 31 maggio (6º giorno)

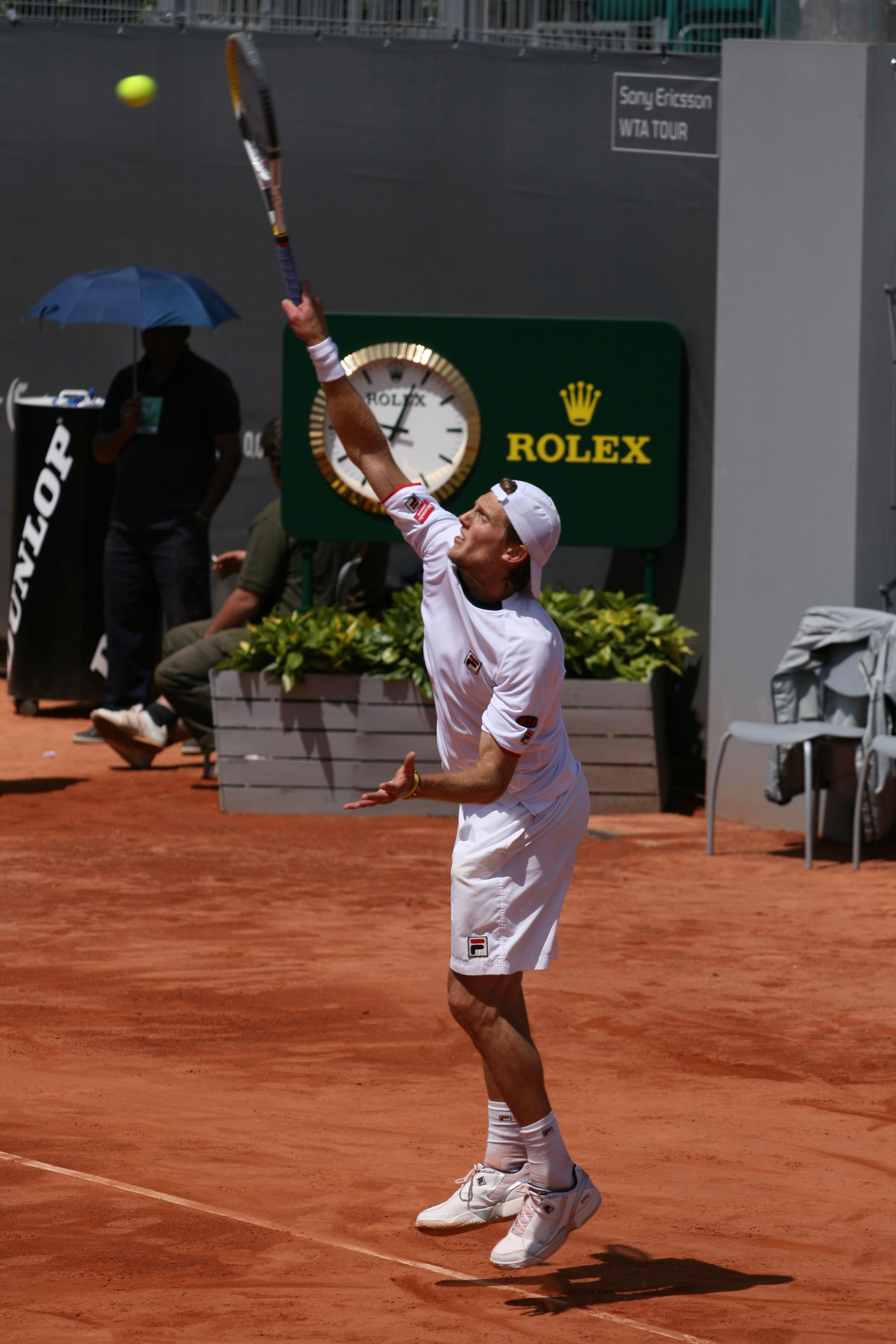
Andreas Seppi esce al terzo turno

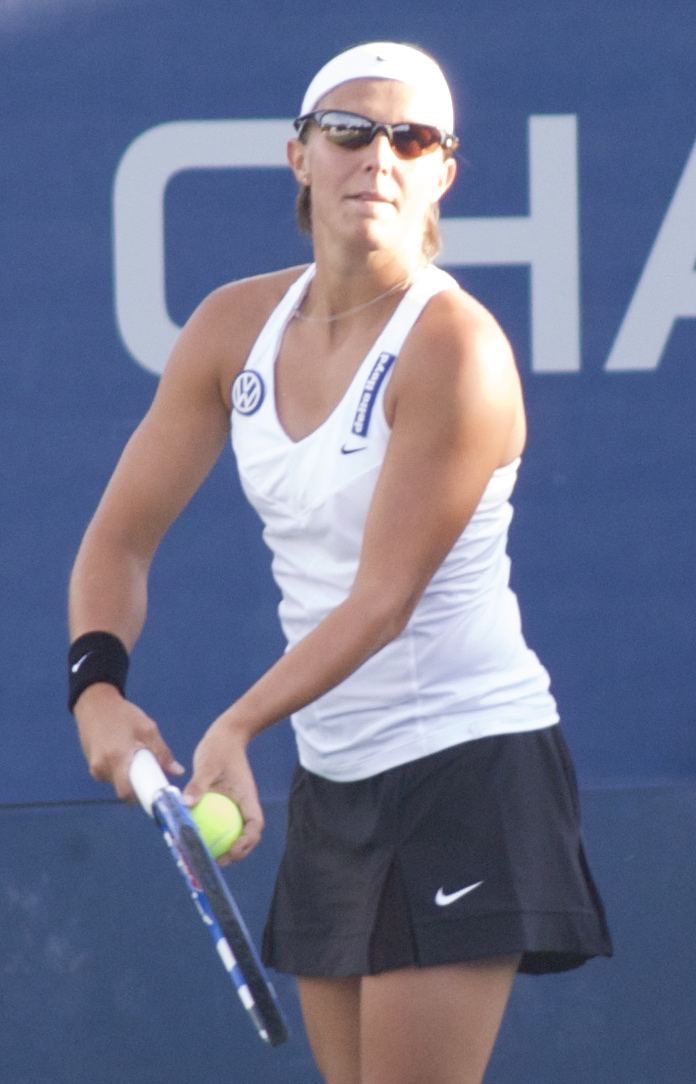
Kirsten Flipkens, eliminata al secondo turno

Nella 6ª giornata si sono giocati gli incontri del primo turno del doppio maschile, femminile e misto, del secondo turno dei singolari maschili e femminili e del doppio maschile e femminile e del terzo turno del singolare maschile e femminile in base al programma della giornata
| Incontri sui campi principali                         | Incontri sui campi principali                         | Incontri sui campi principali                         | Incontri sui campi principali                         |
| Incontri sul Court Philippe Chatrier (Campo centrale) | Incontri sul Court Philippe Chatrier (Campo centrale) | Incontri sul Court Philippe Chatrier (Campo centrale) | Incontri sul Court Philippe Chatrier (Campo centrale) |
| Turno                                                 | Vincitore                                             | Perdente                                              | Punteggio                                             |
| ----------------------------------------------------- | ----------------------------------------------------- | ----------------------------------------------------- | ----------------------------------------------------- |
| 2º turno singolare femminile                          | Marion Bartoli [13]                                   | Mariana Duque Mariño                                  | 7–6(7–5), 7–5                                         |
| 2º turno singolare femminile                          | Marija Šarapova [2]                                   | Eugenie Bouchard                                      | 6–2, 6–4                                              |
| 3º turno singolare maschile                           | Roger Federer [2]                                     | Julien Benneteau [30]                                 | 6–3, 6–4, 7–5                                         |
| 3º turno singolare maschile                           | Jo-Wilfried Tsonga [6]                                | Jérémy Chardy [25]                                    | 6–1, 6–2, 7–5                                         |
| 3º turno singolare femminile                          | Ana Ivanović [14]                                     | Virginie Razzano [WC]                                 | 6–3, 6–2                                              |
| Incontri sul Court Suzanne Lenglen (Grandstand)       |                                                       |                                                       |                                                       |
| Turno                                                 | Vincitore                                             | Perdente                                              | Punteggio                                             |
| 2º turno singolare maschile                           | Rafael Nadal [3]                                      | Martin Kližan                                         | 4–6, 6–3, 6–3, 6–3                                    |
| 3º turno singolare femminile                          | Serena Williams [1]                                   | Sorana Cîrstea [26]                                   | 6–0, 6–2                                              |
| 3º turno singolare maschile                           | Tommy Robredo [32]                                    | Gaël Monfils [WC]                                     | 2–6, 6–7(5–7), 6–2, 7–6(7–3), 6–2                     |
| 3º turno singolare femminile                          | Agnieszka Radwańska [4]                               | Dinah Pfizenmaier                                     | 6–3, 6–4                                              |

- Teste di serie eliminate:
  - Singolare maschile:  Marin Čilić [10],  Milos Raonic [14],  Sam Querrey [18],  Andreas Seppi [20],  Jérémy Chardy [25],  Julien Benneteau [30]
  - Singolare femminile:  Kirsten Flipkens [21],  Sorana Cîrstea [26],  Varvara Lepchenko [29],  Sabine Lisicki [32]
  - Doppio maschile:  Robert Lindstedt /  Daniel Nestor [3]
  - Doppio femminile:  Ashleigh Barty /  Casey Dellacqua [14]
  - Doppio misto:  Sania Mirza /  Robert Lindstedt [1],  Elena Vesnina /  Maks Mirny [2]

### 1º giugno (7º giorno)

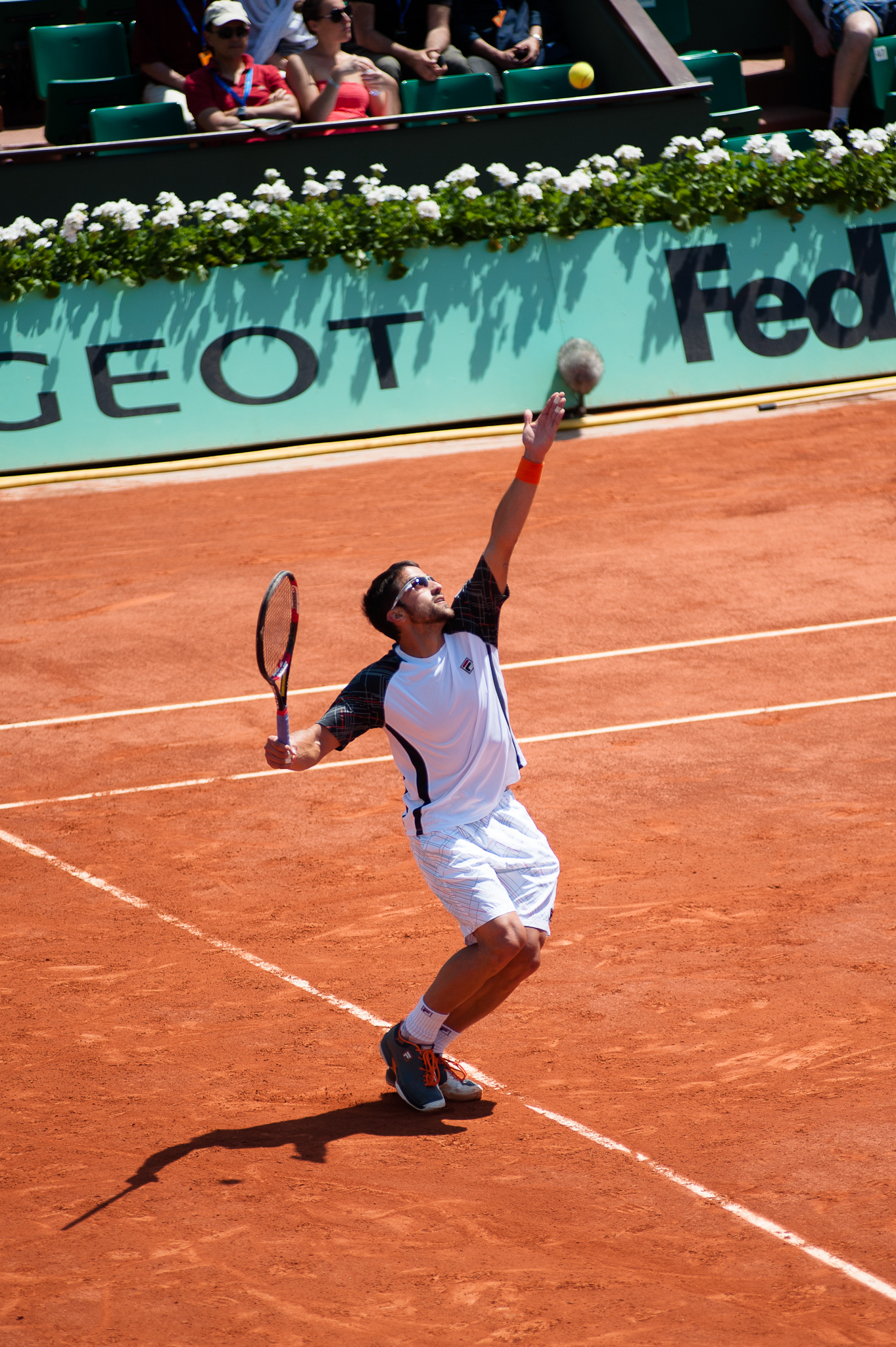
Janko Tipsarević esce al terzo turno

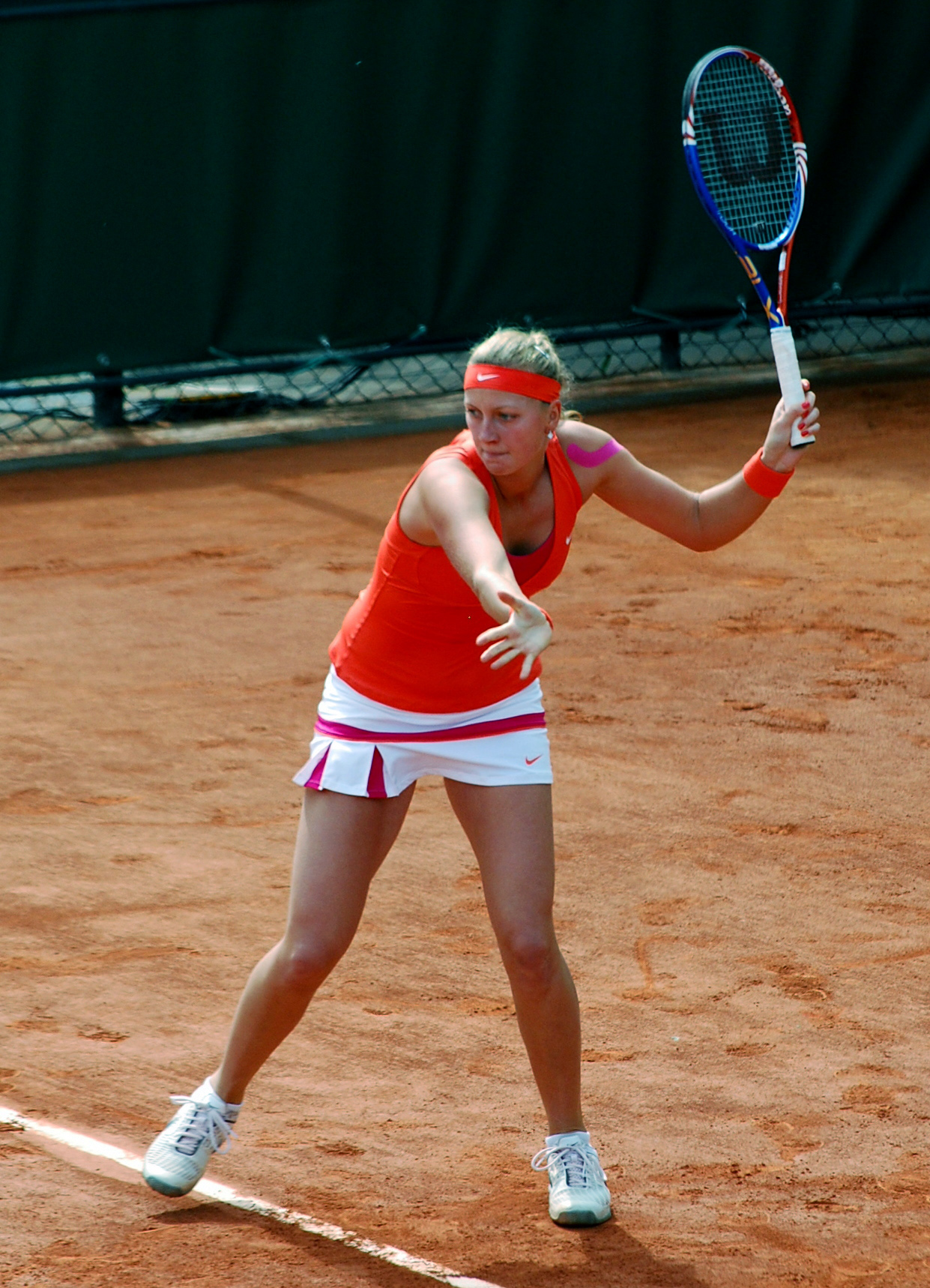
Petra Kvitová, semifinalista l'anno scorso esce al terzo turno

Nella 7ª giornata si sono giocati gli incontri del primo turno del doppio maschile, femminile e misto, del secondo turno del doppio maschile e femminile e del terzo turno del singolare maschile e femminile in base al programma della giornata
| Incontri sui campi principali                         | Incontri sui campi principali                         | Incontri sui campi principali                         | Incontri sui campi principali                         |
| Incontri sul Court Philippe Chatrier (Campo centrale) | Incontri sul Court Philippe Chatrier (Campo centrale) | Incontri sul Court Philippe Chatrier (Campo centrale) | Incontri sul Court Philippe Chatrier (Campo centrale) |
| Turno                                                 | Vincitore                                             | Perdente                                              | Punteggio                                             |
| ----------------------------------------------------- | ----------------------------------------------------- | ----------------------------------------------------- | ----------------------------------------------------- |
| 3º turno singolare femminile                          | Viktoryja Azaranka [3]                                | Alizé Cornet [31]                                     | 4-6, 6-3, 6-1                                         |
| 3º turno singolare femminile                          | Marija Šarapova [2]                                   | Jie Zheng                                             | 6-1, 7-5                                              |
| 3º turno singolare maschile                           | Rafael Nadal [3]                                      | Fabio Fognini [27]                                    | 7-6(7-5), 6-4, 6-4                                    |
| 3º turno singolare maschile                           | Novak Đoković [1]                                     | Grigor Dimitrov [26]                                  | 6-2, 6-2, 6-3                                         |
| Incontri sul Court Suzanne Lenglen (Grandstand)       |                                                       |                                                       |                                                       |
| Turno                                                 | Vincitore                                             | Perdente                                              | Punteggio                                             |
| 3º turno singolare maschile                           | Kei Nishikori [13]                                    | Benoît Paire [24]                                     | 6-3, 6-7(7-3), 6-4, 6-1                               |
| 3º turno singolare femminile                          | Francesca Schiavone                                   | Marion Bartoli [13]                                   | 6-1, 6-2                                              |
| 3º turno singolare maschile                           | Richard Gasquet [7]                                   | Nikolaj Davydenko                                     | 6-4, 6-4, 6-3                                         |
| 3º turno singolare femminile                          | Jelena Janković [18]                                  | Samantha Stosur [9]                                   | 3-6, 6-3, 6-4                                         |

- Teste di serie eliminate:
  - Singolare maschile:  Janko Tipsarević [8],  John Isner [19],  Jerzy Janowicz [21],  Benoît Paire [24],  Grigor Dimitrov [26],  Fabio Fognini [27]
  - Singolare femminile:  Petra Kvitová [7],  Samantha Stosur [9],  Marion Bartoli [13],  Alizé Cornet [31]
  - Doppio maschile:  Maks Mirny /  Horia Tecău [5],  Jürgen Melzer /  Leander Paes [9]
  - Doppio femminile:  Hsieh Su-wei /  Peng Shuai [8]
  - Doppio misto:  Casey Dellacqua /  Mahesh Bhupathi [7]

### 2 giugno (8º giorno)

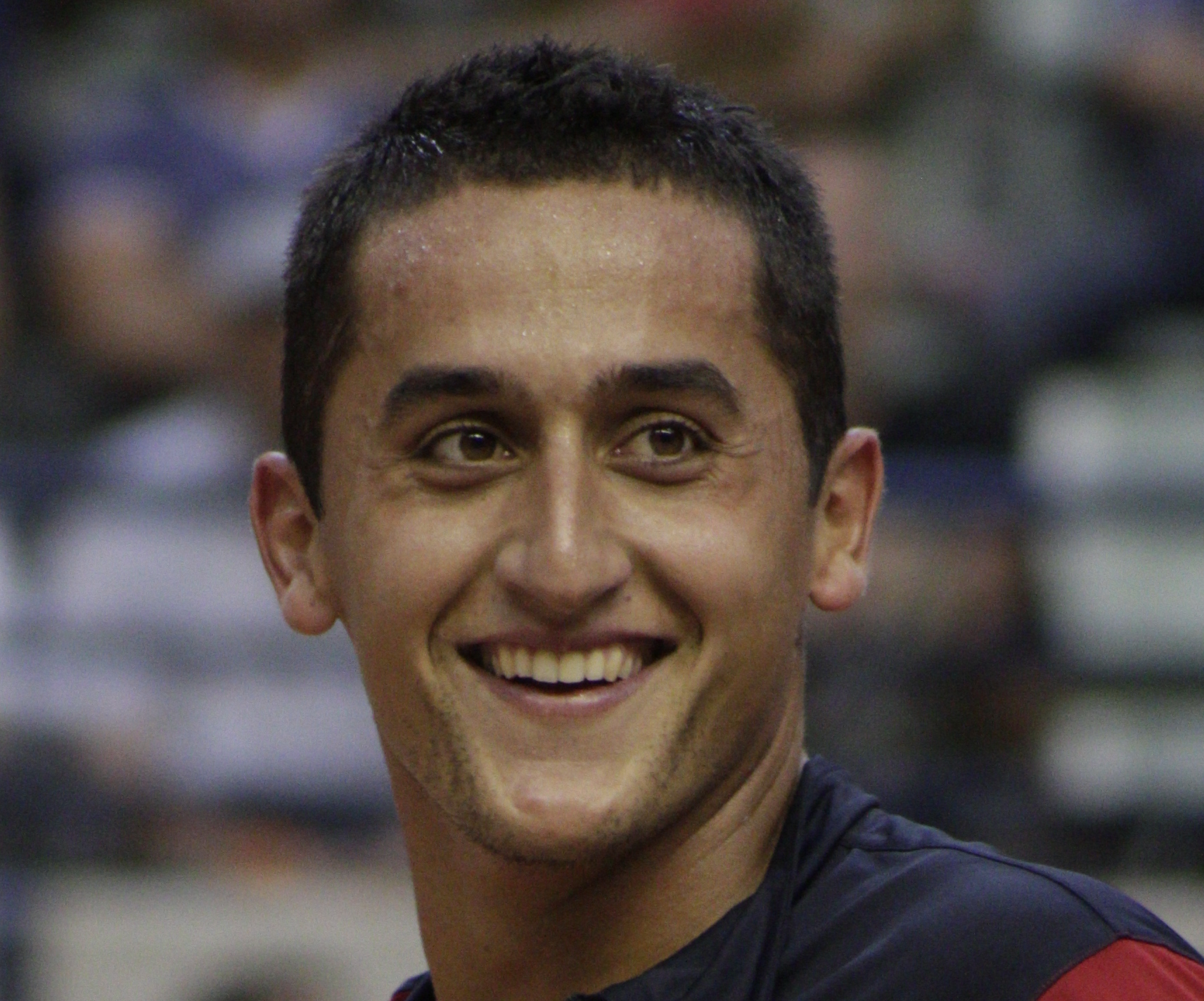
Nicolás Almagro eliminato al quarto turno

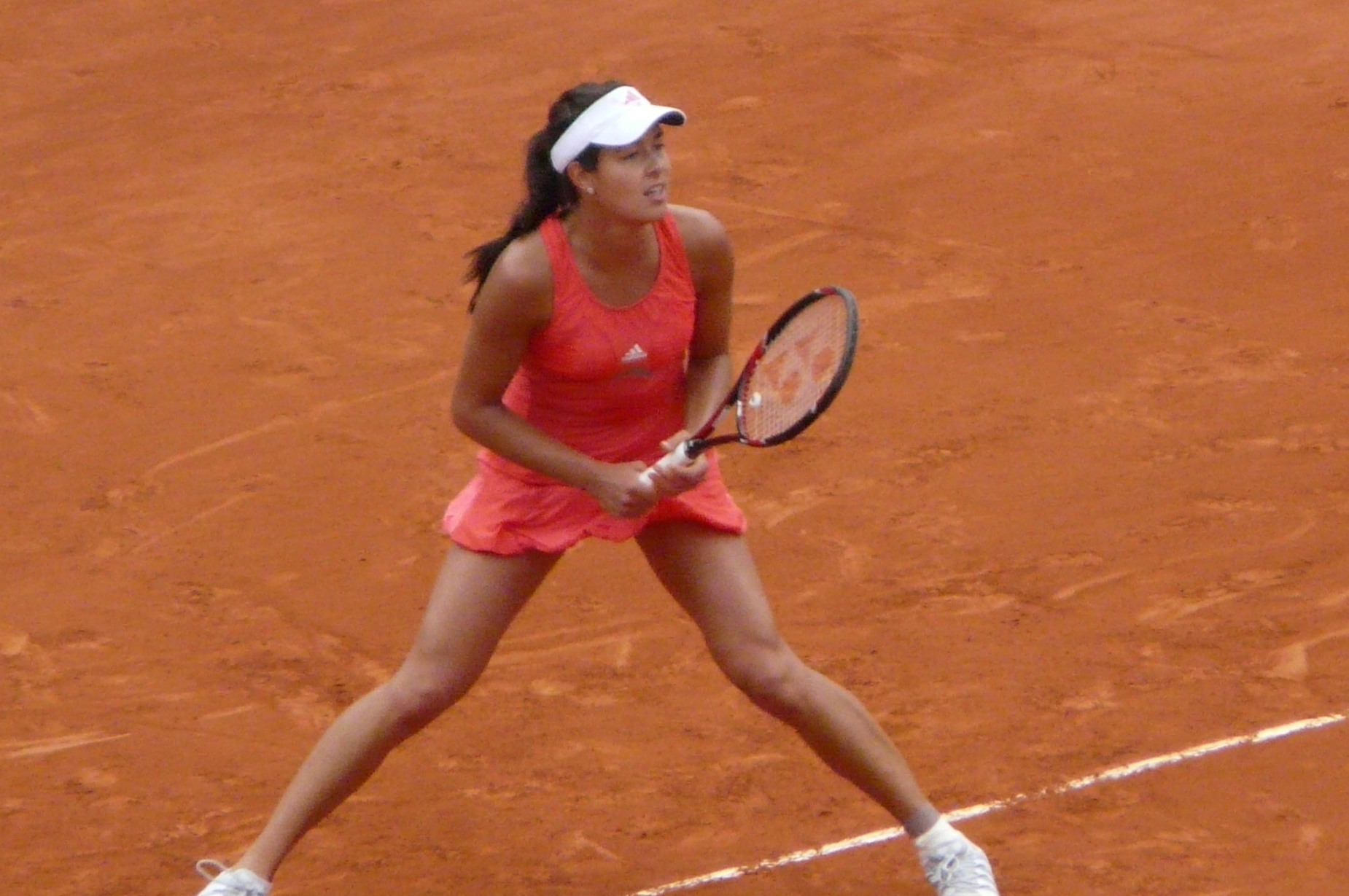
Ana Ivanović, vincitrice del torneo nel 2008 esce al quarto turno

Nella 8ª giornata si sono giocati gli incontri del primo turno del doppio maschile, femminile e misto, del secondo turno del doppio maschile, femminile e misto del terzo turno del doppio maschile e femminile e del quarto turno del singolare maschile e femminile in base al programma della giornata
| Incontri sui campi principali                         | Incontri sui campi principali                         | Incontri sui campi principali                         | Incontri sui campi principali                         |
| Incontri sul Court Philippe Chatrier (Campo centrale) | Incontri sul Court Philippe Chatrier (Campo centrale) | Incontri sul Court Philippe Chatrier (Campo centrale) | Incontri sul Court Philippe Chatrier (Campo centrale) |
| Turno                                                 | Vincitore                                             | Perdente                                              | Punteggio                                             |
| ----------------------------------------------------- | ----------------------------------------------------- | ----------------------------------------------------- | ----------------------------------------------------- |
| 4º turno singolare femminile                          | Svetlana Kuznecova                                    | Angelique Kerber [8]                                  | 6–4, 4–6, 6–4                                         |
| 4º turno singolare femminile                          | Serena Williams [1]                                   | Roberta Vinci [15]                                    | 6-1, 6-3                                              |
| 4º turno singolare maschile                           | Jo-Wilfried Tsonga [6]                                | Viktor Troicki                                        | 6-3, 6-3, 6-3                                         |
| 4º turno singolare maschile                           | Roger Federer [2]                                     | Gilles Simon [15]                                     | 6-1, 4-6, 2-6, 6-2, 6-3                               |
| Incontri sul Court Suzanne Lenglen (Grandstand)       |                                                       |                                                       |                                                       |
| Turno                                                 | Vincitore                                             | Perdente                                              | Punteggio                                             |
| 4º turno singolare maschile                           | David Ferrer [4]                                      | Kevin Anderson [23]                                   | 6–3, 6–1, 6–1                                         |
| 4º turno singolare maschile                           | Tommy Robredo [32]                                    | Nicolás Almagro [11]                                  | 6-7(5-7), 3-6, 6-4, 6-4, 6-4                          |
| 4º turno singolare femminile                          | Sara Errani [5]                                       | Carla Suárez Navarro [20]                             | 5-7, 6-4, 6-3                                         |
| 4º turno singolare femminile                          | Agnieszka Radwańska [4]                               | Ana Ivanović [14]                                     | 6-2, 6-4                                              |

- Teste di serie eliminate:
  - Singolare maschile:  Nicolás Almagro [11],  Gilles Simon [15],  Kevin Anderson [23]
  - Singolare femminile:  Angelique Kerber [8],  Ana Ivanović [14],  Roberta Vinci [15],  Carla Suárez Navarro [20]
  - Doppio maschile:  Julien Benneteau /  Nenad Zimonjić [13]
  - Doppio femminile:  Anna-Lena Grönefeld /  Květa Peschke [9],  Hao-Ching Chan /  Darija Jurak [15]
  - Doppio misto:  Anna-Lena Grönefeld /  Horia Tecău [6]

### 3 giugno (9º giorno)

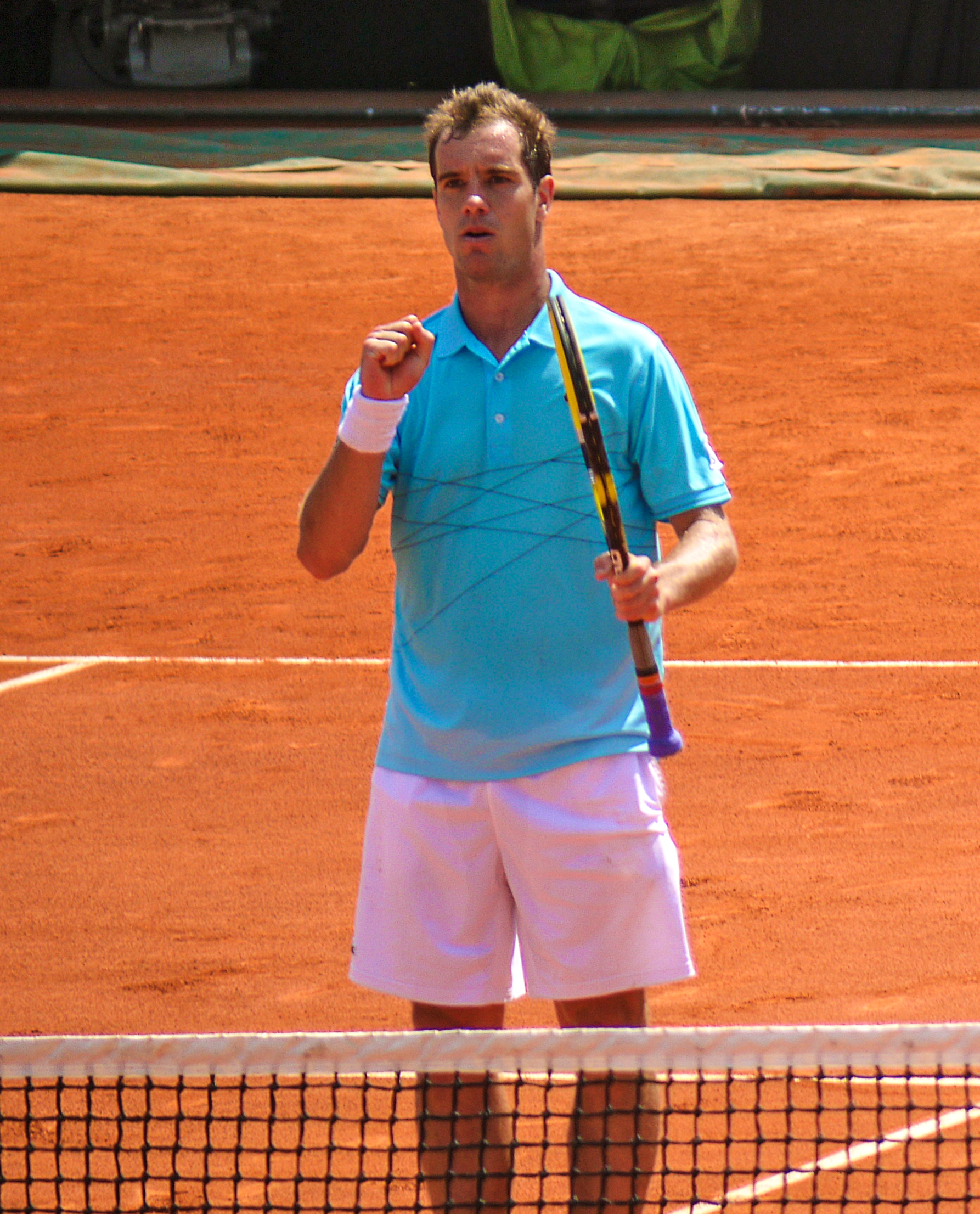
Richard Gasquet eliminato al quarto turno

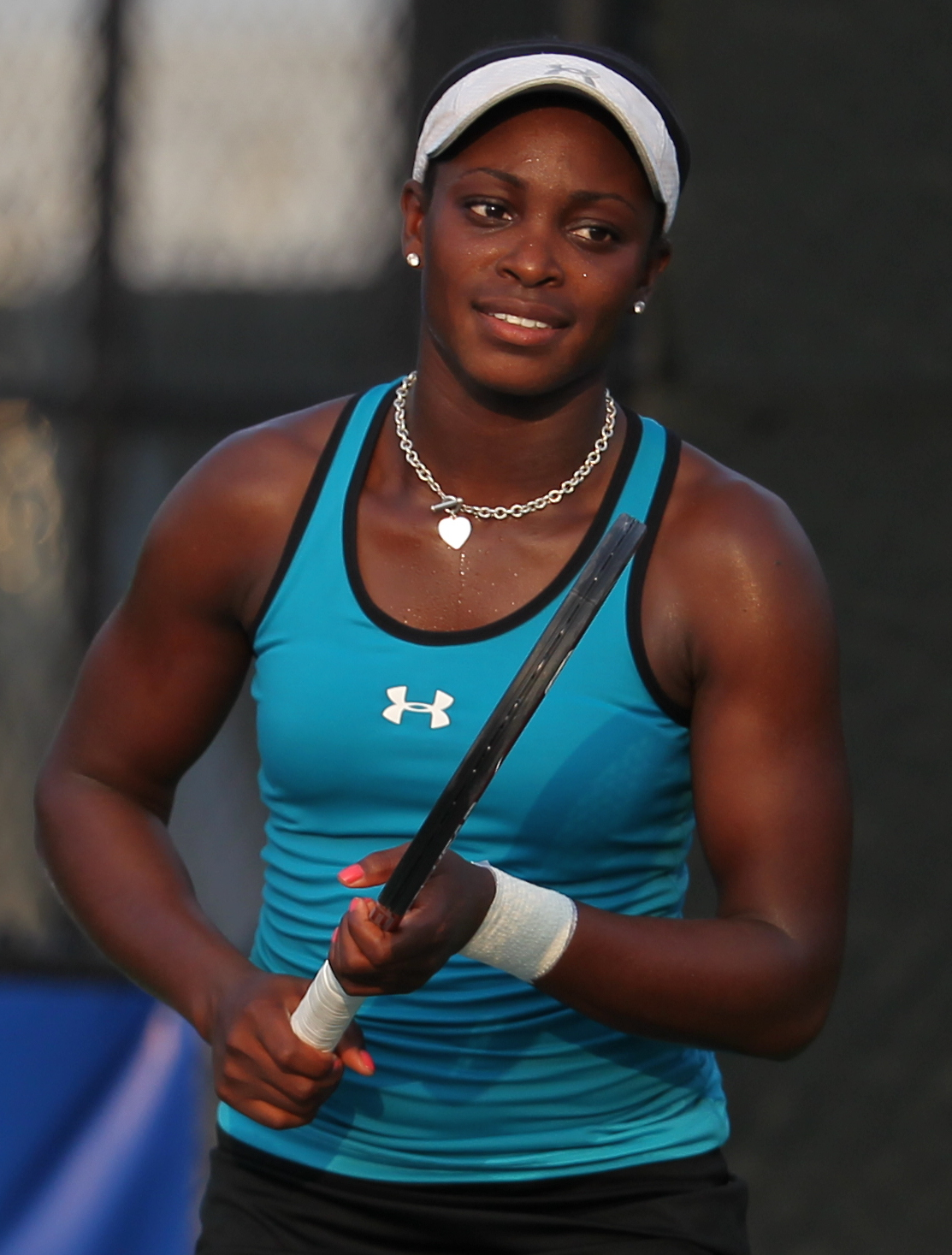
Sloane Stephens, esce al quarto turno

Nella 9ª giornata si sono giocati gli incontri del secondo turno del doppio maschile e femminile, del terzo turno del doppio maschile e femminile, del quarto turno del singolare maschile e femminile e dei quarti di finale del doppio misto in base al programma della giornata
| Incontri sui campi principali                         | Incontri sui campi principali                         | Incontri sui campi principali                         | Incontri sui campi principali                         |
| Incontri sul Court Philippe Chatrier (Campo centrale) | Incontri sul Court Philippe Chatrier (Campo centrale) | Incontri sul Court Philippe Chatrier (Campo centrale) | Incontri sul Court Philippe Chatrier (Campo centrale) |
| Turno                                                 | Vincitore                                             | Perdente                                              | Punteggio                                             |
| ----------------------------------------------------- | ----------------------------------------------------- | ----------------------------------------------------- | ----------------------------------------------------- |
| 4º turno singolare femminile                          | Viktoryja Azaranka [3]                                | Francesca Schiavone                                   | 6–3, 6–0                                              |
| 4º turno singolare maschile                           | Novak Đoković [1]                                     | Philipp Kohlschreiber [16]                            | 4–6, 6–3, 6–4, 6–4                                    |
| 4º turno singolare maschile                           | Rafael Nadal [3]                                      | Kei Nishikori [13]                                    | 6–4, 6–1, 6–3                                         |
| 4º turno singolare femminile                          | Marija Šarapova [2]                                   | Sloane Stephens [17]                                  | 6-4, 6-3                                              |
| Incontri sul Court Suzanne Lenglen (Grandstand)       |                                                       |                                                       |                                                       |
| Turno                                                 | Vincitore                                             | Perdente                                              | Punteggio                                             |
| 4º turno singolare maschile                           | Tommy Haas [12]                                       | Michail Južnyj [29]                                   | 6–1, 6–1, 6–3                                         |
| 4º turno singolare femminile                          | Marija Kirilenko [12]                                 | Bethanie Mattek-Sands                                 | 7–5, 6–4                                              |
| 4º turno singolare maschile                           | Stan Wawrinka [9]                                     | Richard Gasquet [7]                                   | 6–7(5–7), 4–6, 6–4, 7-5, 8-6                          |
| 4º turno singolare femminile                          | Jelena Janković [18]                                  | Jamie Hampton                                         | 6-0, 6-2                                              |

- Teste di serie eliminate:
  - Singolare maschile:  Richard Gasquet [7],  Kei Nishikori [13],  Philipp Kohlschreiber [16],  Michail Južnyj [29]
  - Singolare femminile:  Sloane Stephens [17]
  - Doppio maschile:  Aisam-ul-Haq Qureshi /  Jean-Julien Rojer [6]
  - Doppio femminile:  Shuai Zhang /  Jie Zheng [13]
  - Doppio misto:  Katarina Srebotnik /  Nenad Zimonjić [3]

### 4 giugno (10º giorno)
Nella 10ª giornata si sono giocati gli incontri del secondo turno del doppio misto, del terzo turno del doppio maschile e femminile, dei quarti di finale del singolare maschile e femminile e del doppio maschile in base al programma della giornata
| Incontri sui campi principali                         | Incontri sui campi principali                         | Incontri sui campi principali                         | Incontri sui campi principali                         |
| Incontri sul Court Philippe Chatrier (Campo centrale) | Incontri sul Court Philippe Chatrier (Campo centrale) | Incontri sul Court Philippe Chatrier (Campo centrale) | Incontri sul Court Philippe Chatrier (Campo centrale) |
| Turno                                                 | Vincitore                                             | Perdente                                              | Punteggio                                             |
| ----------------------------------------------------- | ----------------------------------------------------- | ----------------------------------------------------- | ----------------------------------------------------- |
| Quarti di finale singolare femminile                  | Sara Errani [5]                                       | Agnieszka Radwańska [4]                               | 6-4, 7-6(8-6)                                         |
| Quarti di finale singolare maschile                   | Jo-Wilfried Tsonga [6]                                | Roger Federer [2]                                     | 7-5, 6-3, 6-3                                         |
| Incontri sul Court Suzanne Lenglen (Grandstand)       |                                                       |                                                       |                                                       |
| Turno                                                 | Vincitore                                             | Perdente                                              | Punteggio                                             |
| Quarti di finale singolare femminile                  | Serena Williams [1]                                   | Svetlana Kuznecova                                    | 6-1, 3-6, 6-3                                         |
| Quarti di finale singolare maschile                   | David Ferrer [4]                                      | Tommy Robredo [32]                                    | 6-2, 6-1, 6-1                                         |

- Teste di serie eliminate:
  - Singolare maschile:  Roger Federer [2],  Tommy Robredo [32]
  - Singolare femminile:  Agnieszka Radwańska [4]
  - Doppio maschile:  Marcel Granollers /  Marc López [2],  Ivan Dodig /  Marcelo Melo [12]

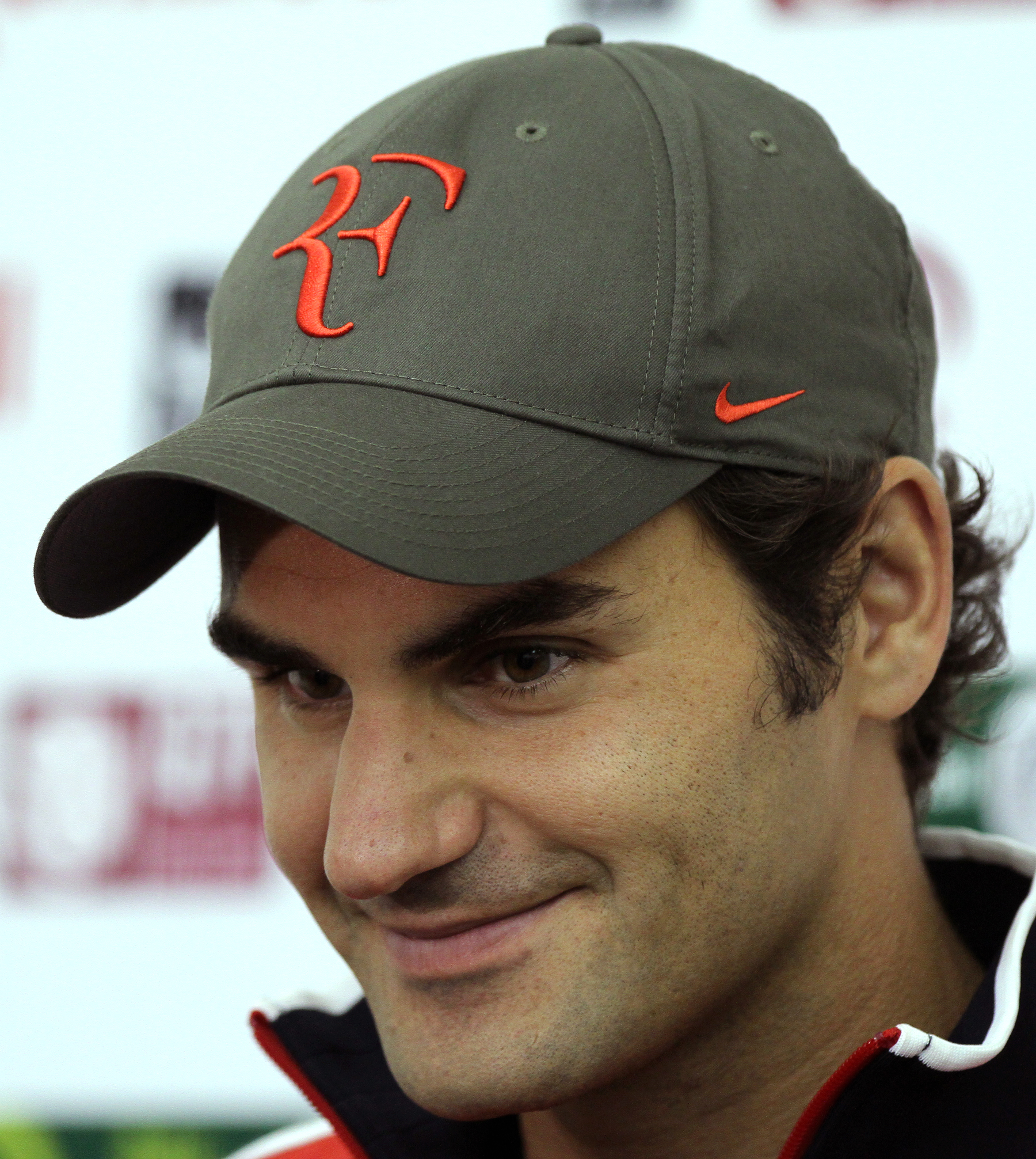
Roger Federer si ferma ai quarti di finale

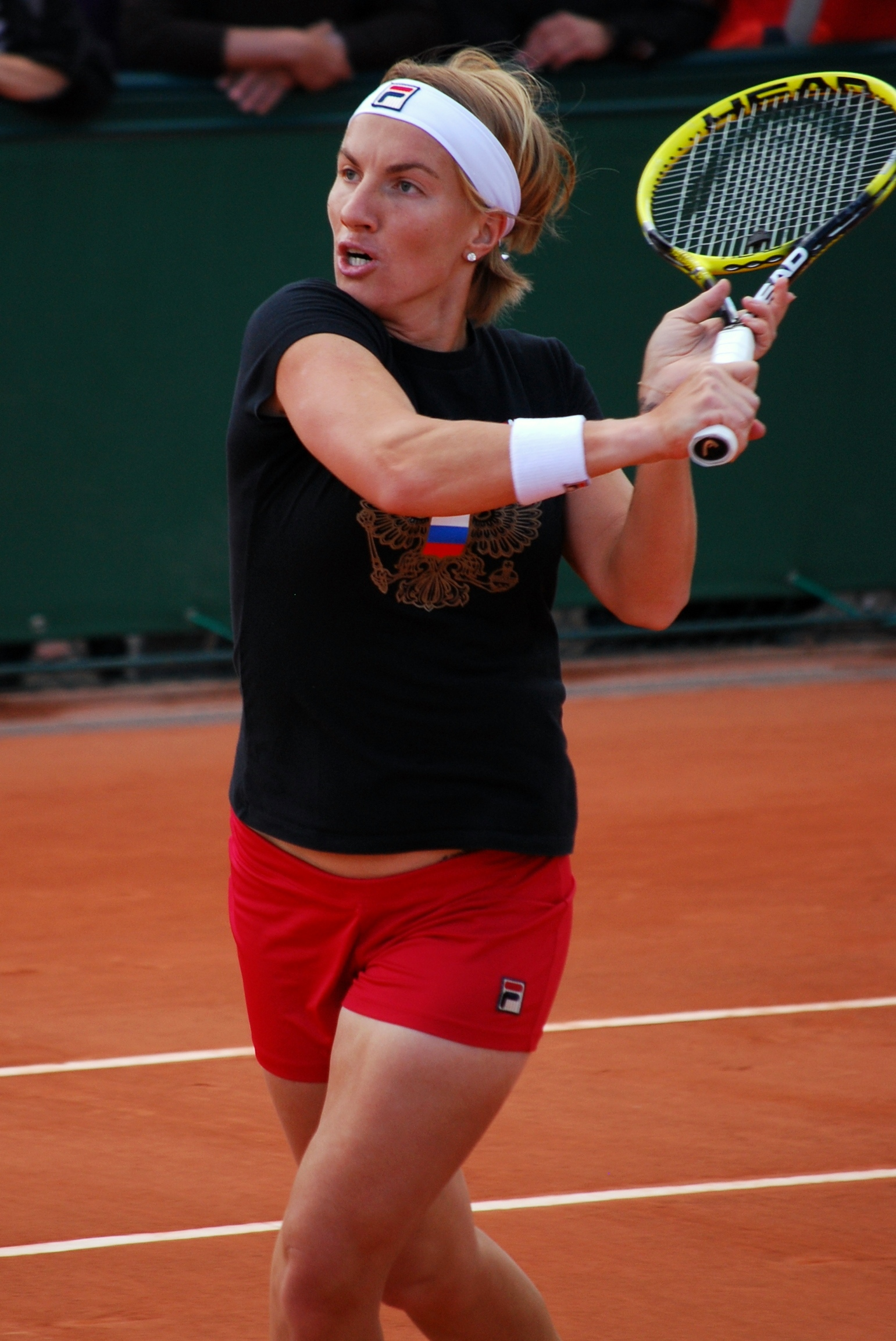
Svetlana Kuznecova, trionfatrice qui nel 2009, esce nei quarti di finale

  - Doppio femminile:  Bethanie Mattek-Sands /  Sania Mirza [7]
  - Doppio misto: nessuna

### 5 giugno (11º giorno)
Nella 11ª giornata si sono giocati gli incontri dei quarti di finale del singolare maschile e femminile, del doppio maschile, femminile e misto e delle semifinali del doppio misto in base al programma della giornata
| Incontri sui campi principali                         | Incontri sui campi principali                         | Incontri sui campi principali                         | Incontri sui campi principali                         |
| Incontri sul Court Philippe Chatrier (Campo centrale) | Incontri sul Court Philippe Chatrier (Campo centrale) | Incontri sul Court Philippe Chatrier (Campo centrale) | Incontri sul Court Philippe Chatrier (Campo centrale) |
| Turno                                                 | Vincitore                                             | Perdente                                              | Punteggio                                             |
| ----------------------------------------------------- | ----------------------------------------------------- | ----------------------------------------------------- | ----------------------------------------------------- |
| Quarti di finale singolare femminile                  | Marija Šarapova [2]                                   | Jelena Janković [18]                                  | 0-6, 6-4, 6-3                                         |
| Quarti di finale singolare maschile                   | Rafael Nadal [3]                                      | Stan Wawrinka [9]                                     | 6-2, 6-3, 6-1                                         |
| Incontri sul Court Suzanne Lenglen (Grandstand)       |                                                       |                                                       |                                                       |
| Turno                                                 | Vincitore                                             | Perdente                                              | Punteggio                                             |
| Quarti di finale singolare femminile                  | Viktoryja Azaranka [3]                                | Marija Kirilenko [12]                                 | 7-6(7-3), 6-2                                         |
| Quarti di finale singolare maschile                   | Novak Đoković [1]                                     | Tommy Haas [12]                                       | 6-3, 7-6(7-5), 7-5                                    |

- Teste di serie eliminate:
  - Singolare maschile:  Stan Wawrinka [9],  Tommy Haas [12]
  - Singolare femminile:  Marija Kirilenko [12],  Jelena Janković [18]
  - Doppio maschile:  David Marrero /  Fernando Verdasco [8],  Mariusz Fyrstenberg /  Marcin Matkowski [16]

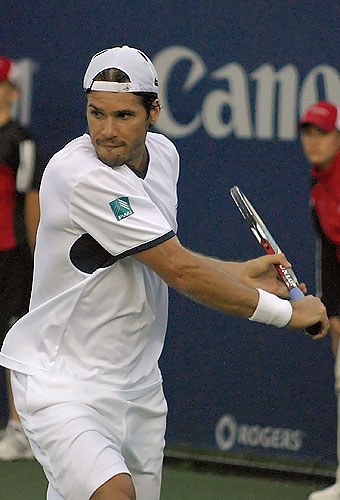
Tommy Haas esce ai quarti di finale, raggiunti per la prima volta in carriera

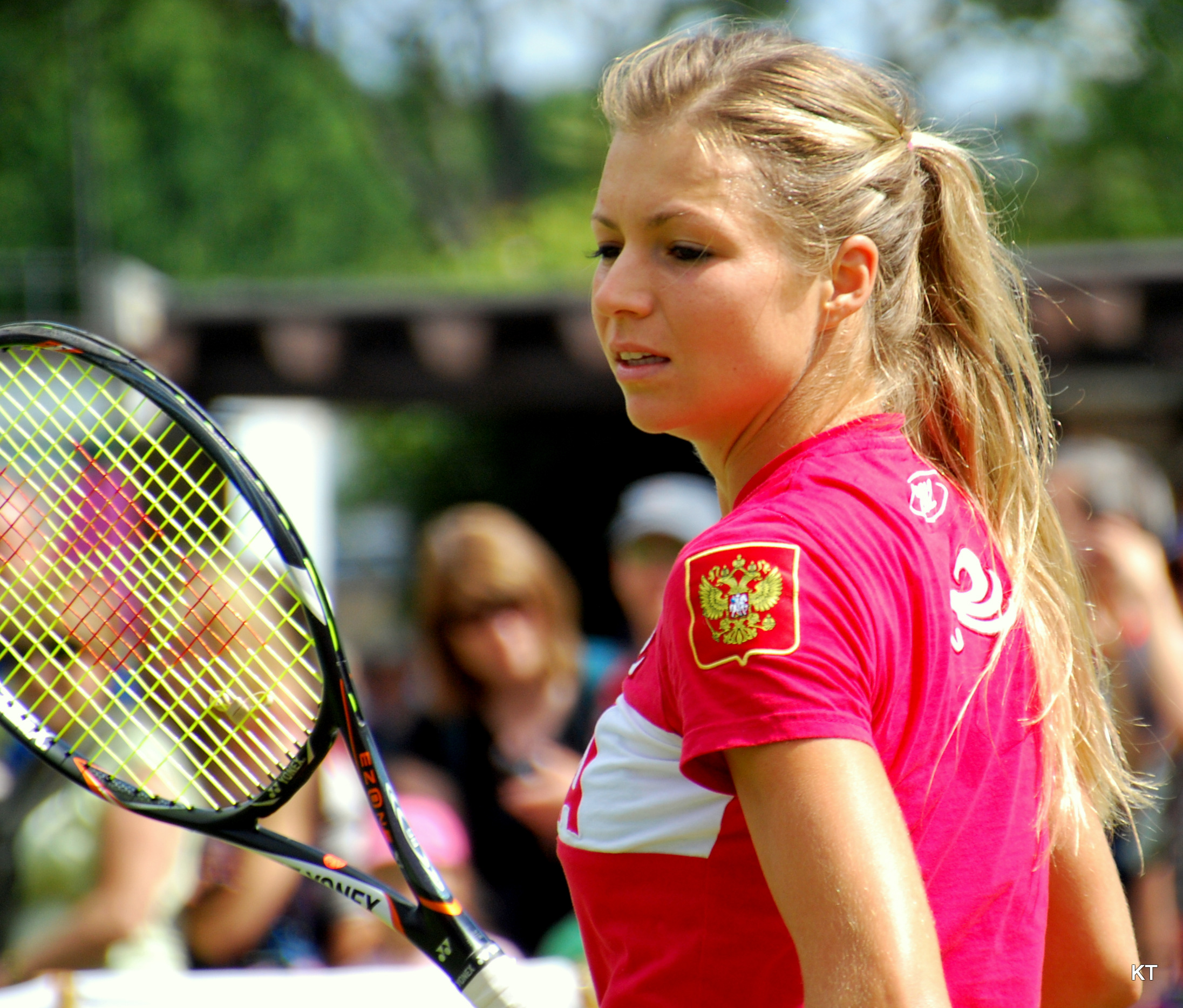
Marija Kirilenko, eliminata ai quarti di finale

  - Doppio femminile:  Kristina Mladenovic /  Galina Voskoboeva [10],  Anastasija Pavljučenkova /  Lucie Šafářová [11]
  - Doppio misto:  Lisa Raymond /  Bruno Soares [4],  Liezel Huber /  Marcelo Melo [8]

### 6 giugno (12º giorno)

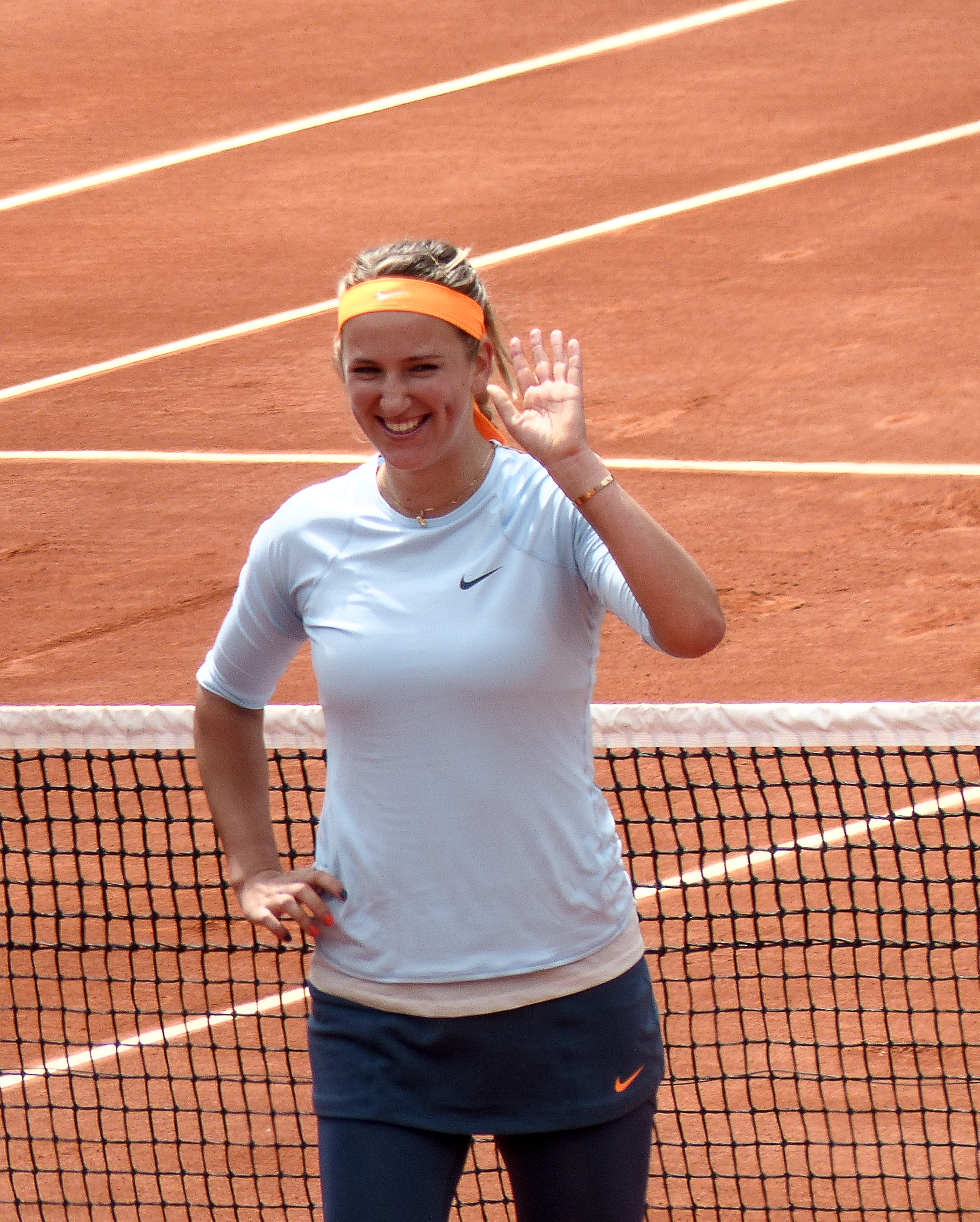
Viktoryja Azaranka esce in semifinale, raggiunta per la prima volta in carriera

Nella 12ª giornata si sono giocate le semifinali del singolare femminile e del doppio maschile, si è giocata inoltre la finale del doppio misto in base al programma della giornata
| Incontri sui campi principali                         | Incontri sui campi principali                         | Incontri sui campi principali                         | Incontri sui campi principali                         |
| Incontri sul Court Philippe Chatrier (Campo centrale) | Incontri sul Court Philippe Chatrier (Campo centrale) | Incontri sul Court Philippe Chatrier (Campo centrale) | Incontri sul Court Philippe Chatrier (Campo centrale) |
| Turno                                                 | Vincitore                                             | Perdente                                              | Punteggio                                             |
| ----------------------------------------------------- | ----------------------------------------------------- | ----------------------------------------------------- | ----------------------------------------------------- |
| Finale doppio misto                                   | Lucie Hradecká František Čermák                       | Kristina Mladenovic [5] Daniel Nestor [5]             | 1-6, 6-4, [10-6]                                      |
| Semifinale singolare femminile                        | Marija Šarapova [2]                                   | Viktoryja Azaranka [3]                                | 6-1, 2-6, 6-4                                         |
| Semifinale singolare femminile                        | Serena Williams [1]                                   | Sara Errani [5]                                       | 6-0, 6-1                                              |
| Incontri sul Court Suzanne Lenglen (Grandstand)       |                                                       |                                                       |                                                       |
| Turno                                                 | Vincitore                                             | Perdente                                              | Punteggio                                             |
| Doppio leggende over 45                               | Guy Forget Henri Leconte                              | Mikael Pernfors Mats Wilander                         | 1-6, 6-4, [10-7]                                      |
| Doppio leggende over 45                               | John McEnroe Adriano Panatta                          | Peter McNamara Michael Stich                          | 6-3, 3-6, [10-2]                                      |
| Semifinale doppio maschile                            | Michaël Llodra Nicolas Mahut                          | Pablo Cuevas Horacio Zeballos                         | 7-6(7-4), 6-2                                         |
| Semifinale doppio maschile                            | Bob Bryan [1] Mike Bryan [1]                          | Alexander Peya [7] Bruno Soares [7]                   | 6-1, 6-4                                              |

- Teste di serie eliminate:
  - Singolare femminile:  Viktoryja Azaranka [3],  Sara Errani [5]
  - Doppio maschile:  Alexander Peya /  Bruno Soares [7]
  - Doppio misto:  Kristina Mladenovic /  Daniel Nestor [5]

### 7 giugno (13º giorno)

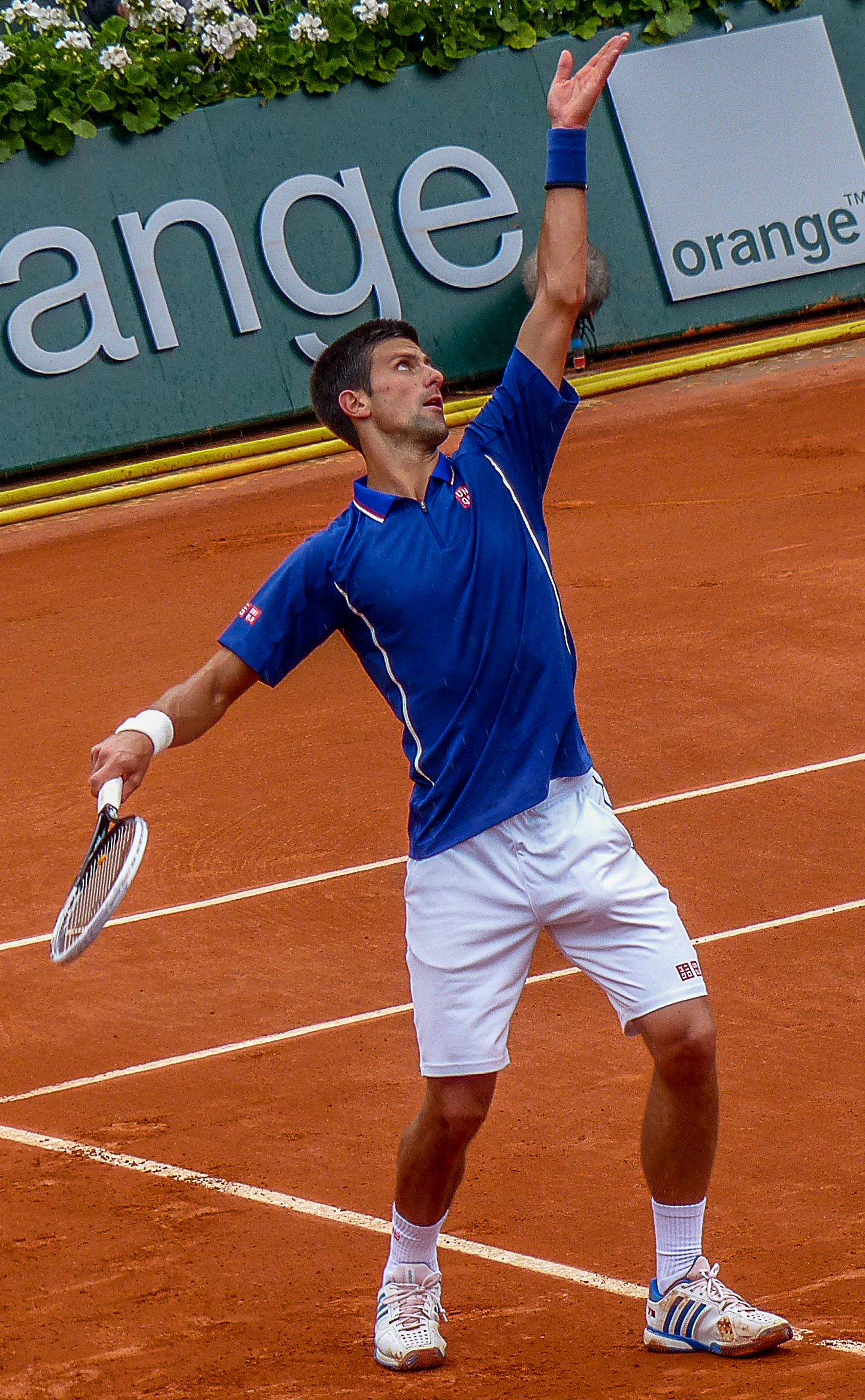
Novak Đoković esce in semifinale, eliminato da Rafael Nadal

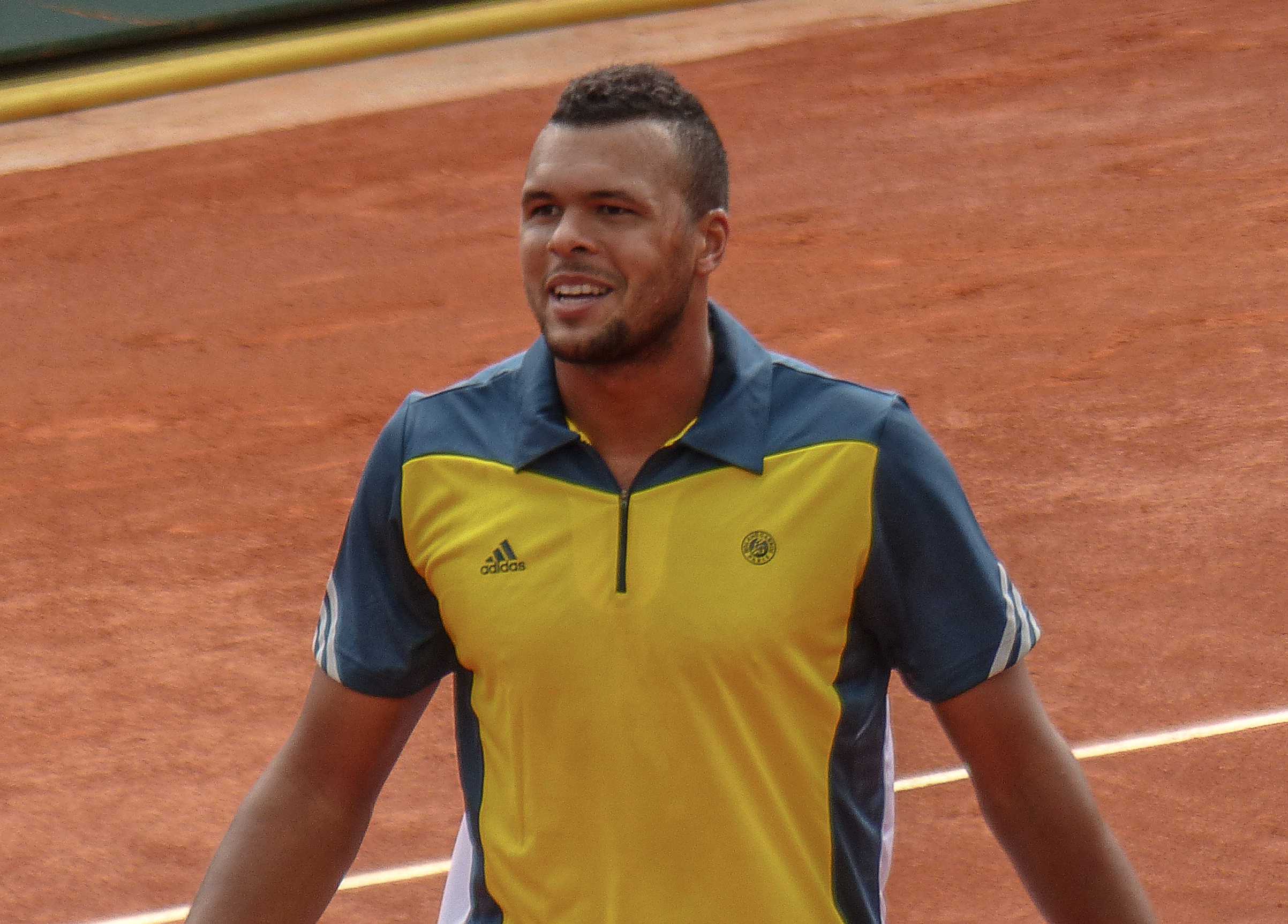
Jo-Wilfried Tsonga, eliminato alla sua prima semifinale a Parigi

Nella 13ª giornata si sono giocate le semifinali del singolare maschile e del doppio femminile, in base al programma della giornata
| Incontri sui campi principali                         | Incontri sui campi principali                         | Incontri sui campi principali                         | Incontri sui campi principali                         |
| Incontri sul Court Philippe Chatrier (Campo centrale) | Incontri sul Court Philippe Chatrier (Campo centrale) | Incontri sul Court Philippe Chatrier (Campo centrale) | Incontri sul Court Philippe Chatrier (Campo centrale) |
| Turno                                                 | Vincitore                                             | Perdente                                              | Punteggio                                             |
| ----------------------------------------------------- | ----------------------------------------------------- | ----------------------------------------------------- | ----------------------------------------------------- |
| Semifinale singolare maschile                         | Rafael Nadal [3]                                      | Novak Đoković [1]                                     | 6-4, 3-6, 6-1, 6-7(3-7), 9-7                          |
| Semifinale singolare maschile                         | David Ferrer [4]                                      | Jo-Wilfried Tsonga [6]                                | 6-1, 7-6(7-3), 6-2                                    |
| Incontri sul Court Suzanne Lenglen (Grandstand)       |                                                       |                                                       |                                                       |
| Turno                                                 | Vincitore                                             | Perdente                                              | Punteggio                                             |
| Doppio leggende over 45                               | Mansour Bahrami Pat Cash                              | Mikael Pernfors Mats Wilander                         | 4-6, 6-4, [10-7]                                      |
| Doppio leggende femminile                             | Lindsay Davenport Martina Hingis                      | Nathalie Tauziat Sandrine Testud                      | 6-2, 6-2                                              |
| Semifinale doppio femminile                           | Ekaterina Makarova [4] Elena Vesnina [4]              | Andrea Hlaváčková [2] Lucie Hradecká [2]              | 6-4, 7-5                                              |
| Semifinale doppio femminile                           | Sara Errani [1] Roberta Vinci [1]                     | Nadia Petrova [3] Katarina Srebotnik [3]              | 6-3, 5-7, 6-3                                         |

- Teste di serie eliminate:
  - Singolare maschile:  Novak Đoković [1],  Jo-Wilfried Tsonga [6]
  - Doppio femminile:  Andrea Hlaváčková /  Lucie Hradecká [2],  Nadia Petrova /  Katarina Srebotnik [3]

### 8 giugno (14º giorno)
Nella 14ª giornata si sono giocate le finali del singolare femminile e del doppio maschile, in base al programma della giornata

#### Statistiche della finale femminile
| 8 giugno 2013 15:00 Finale femminile | Serena Williams (1) | 2 – 0 6-4, 6-4 | Marija Šarapova (2) | Court Philippe Chatrier, Parigi spettatori: 15.000 Giudice di sedia: Kader Nouni |

|     |                         |     |  |
| 69% | Prime di servizio       | 55% |  |
|     |                         |     |  |
| 0   | Doppi falli             | 4   |  |
|     |                         |     |  |
| 21  | Errori gratuiti         | 17  |  |
|     |                         |     |  |
| 29  | Vincenti                | 10  |  |
|     |                         |     |  |
| 10  | Aces                    | 2   |  |
|     |                         |     |  |
| 77% | Vincenti 1ª di servizio | 48% |  |
|     |                         |     |  |
| 50% | Vincenti 2ª di servizio | 59% |  |
|     |                         |     |  |
| 71  | Punti totali            | 56  |  |
|     |                         |     |  |
|     |                         |     |  |

| Incontri sui campi principali                         | Incontri sui campi principali                         | Incontri sui campi principali                         | Incontri sui campi principali                         |
| Incontri sul Court Philippe Chatrier (Campo centrale) | Incontri sul Court Philippe Chatrier (Campo centrale) | Incontri sul Court Philippe Chatrier (Campo centrale) | Incontri sul Court Philippe Chatrier (Campo centrale) |
| Turno                                                 | Vincitore                                             | Perdente                                              | Punteggio                                             |
| ----------------------------------------------------- | ----------------------------------------------------- | ----------------------------------------------------- | ----------------------------------------------------- |
| Finale singolare femminile                            | Serena Williams [1]                                   | Marija Šarapova [2]                                   | 6-4, 6-4                                              |
| Finale doppio maschile                                | Bob Bryan [1] Mike Bryan [1]                          | Michaël Llodra Nicolas Mahut                          | 6-4, 4-6, 7-6(7-4)                                    |
| Incontri sul Court Suzanne Lenglen (Grandstand)       |                                                       |                                                       |                                                       |
| Turno                                                 | Vincitore                                             | Perdente                                              | Punteggio                                             |
| Doppio leggende over 45                               | Andrés Gómez Mark Woodforde                           | John McEnroe Adriano Panatta                          | 6-4, 6-3                                              |
| Doppio leggende femminile                             | Lindsay Davenport Martina Hingis                      | Elena Dementieva Martina Navrátilová                  | 6-4, 6-2                                              |

- Teste di serie eliminate:
  - Singolare femminile:  Marija Šarapova [2]
  - Doppio maschile: nessuna.

### 9 giugno (15º giorno)
Nella 15ª e ultima giornata si sono giocate le finali del singolare maschile e del doppio femminile, in base al programma della giornata

#### Statistiche della finale maschile
| 9 giugno 2013 15:00 Finale maschile | Rafael Nadal [3] | 3 – 0 6-3, 6-2, 6-3 | David Ferrer [4] | Court Philippe Chatrier, Parigi spettatori: 15.000 Giudice di sedia: Cedric Mourier |

|     |                         |     |  |
| 70% | Prime di servizio       | 62% |  |
|     |                         |     |  |
| 2   | Doppi falli             | 5   |  |
|     |                         |     |  |
| 25  | Errori gratuiti         | 35  |  |
|     |                         |     |  |
| 35  | Vincenti                | 22  |  |
|     |                         |     |  |
| 5   | Aces                    | 1   |  |
|     |                         |     |  |
| 70% | Vincenti 1ª di servizio | 58% |  |
|     |                         |     |  |
| 42% | Vincenti 2ª di servizio | 25% |  |
|     |                         |     |  |
| 100 | Punti totali            | 72  |  |
|     |                         |     |  |
|     |                         |     |  |

| Incontri sui campi principali                         | Incontri sui campi principali                         | Incontri sui campi principali                         | Incontri sui campi principali                         |
| Incontri sul Court Philippe Chatrier (Campo centrale) | Incontri sul Court Philippe Chatrier (Campo centrale) | Incontri sul Court Philippe Chatrier (Campo centrale) | Incontri sul Court Philippe Chatrier (Campo centrale) |
| Turno                                                 | Vincitore                                             | Perdente                                              | Punteggio                                             |
| ----------------------------------------------------- | ----------------------------------------------------- | ----------------------------------------------------- | ----------------------------------------------------- |
| Finale doppio femminile                               | Ekaterina Makarova [4] Elena Vesnina [4]              | Sara Errani [1] Roberta Vinci [1]                     | 7-5, 6-2                                              |
| Finale singolare maschile                             | Rafael Nadal [3]                                      | David Ferrer [4]                                      | 6-3, 6-2, 6-3                                         |
| Incontri sul Court Suzanne Lenglen (Grandstand)       |                                                       |                                                       |                                                       |
| Turno                                                 | Vincitore                                             | Perdente                                              | Punteggio                                             |
| Doppio leggende under 45                              | Cédric Pioline Fabrice Santoro                        | Albert Costa Carlos Moyá                              | 4-6, 6-4, [4-1]                                       |
| Doppio leggende over 45                               | Andrés Gómez Mark Woodforde                           | Mansour Bahrami Pat Cash                              | 6-1, 7-6(7-2)                                         |

- Teste di serie eliminate:
  - Singolare maschile:  David Ferrer [4]
  - Doppio femminile:  Sara Errani [1] /  Roberta Vinci [1]

## Seniors

### Singolare maschile
Rafael Nadal ha battuto in finale  David Ferrer con il punteggio di 6–3, 6–2, 6–3.
- È il 57º titolo in carriera per Nadal, il 7° dell'anno, l'8° Roland Garros.
- Con questo torneo Nadal diventa l'unico giocatore della storia ad aver vinto uno Slam per otto volte, e l'unico dell'era open ad aver vinto almeno uno Slam per nove stagioni consecutive.

### Singolare femminile
Serena Williams ha sconfitto in finale  Marija Šarapova con il punteggio di 6–4, 6–4.
- È il cinquantaduesimo titolo in carriera il sesto dell'anno per Serena, sedicesimo di uno Slam e il secondo qui a Parigi dopo 11 anni.
- Serena raggiunge Margaret Smith Court, Steffi Graf, Chris Evert, Martina Navrátilová come uniche tenniste ad aver vinto almeno 2 volte la stessa prova dello Slam.

### Doppio maschile
Bob Bryan /  Mike Bryan hanno sconfitto in finale  Michaël Llodra /  Nicolas Mahut con il punteggio di 6–4, 4–6, 7–6(4).
- È l'ottantanovesimo titolo per la coppia americana, il settimo dell'anno, il quattordicesimo titolo di uno Slam, secondo Slam dell'anno e il secondo a Parigi dopo 10 anni.

### Doppio femminile
Ekaterina Makarova /  Elena Vesnina hanno sconfitto in finale  Sara Errani /  Roberta Vinci con il punteggio di 7–5, 6–2.
- È il secondo titolo in stagione per le russe, quarto in carriera primo di uno Slam.

### Doppio misto
Lucie Hradecká /  František Čermák hanno sconfitto in finale  Kristina Mladenovic /  Daniel Nestor con il punteggio di 1–6, 6–4, [10–6].
- È il primo titolo dello Slam per la coppia ceca.

## Junior

### Singolare ragazzi
Cristian Garín ha sconfitto in finale  Alexander Zverev con il punteggio di 6–4, 6–1.

### Singolare ragazze
Belinda Bencic ha sconfitto in finale  Antonia Lottner con il punteggio di 6–1, 6–3.

### Doppio ragazzi
Kyle Edmund /  Frederico Ferreira Silva hanno sconfitto in finale  Cristian Garín /  Nicolás Jarry con il punteggio di 6–3, 6–3.

### Doppio ragazze
Barbora Krejčíková /  Kateřina Siniaková hanno sconfitto in finale  Doménica González /  Beatriz Haddad Maia con il punteggio di 7–5, 6–2.

## Tennisti in carrozzina

### Singolare maschile carrozzina
Stéphane Houdet ha sconfitto in finale  Shingo Kunieda con il punteggio di 7–5, 5–7, 7–6(5).

### Singolare femminile carrozzina
Sabine Ellerbrock ha sconfitto in finale  Jiske Griffioen con il punteggio di 6–3, 3–6, 6–1.

### Doppio maschile carrozzina
Stéphane Houdet /  Shingo Kunieda hanno sconfitto in finale  Gordon Reid /  Ronald Vink con il punteggio di 3–6, 6–4, [10–6].

### Doppio femminile carrozzina
Jiske Griffioen /  Aniek van Koot hanno sconfitto in finale  Sabine Ellerbrock /  Sharon Walraven con il punteggio di 6–2, 6–3.

## Leggende

### Doppio leggende under 45
Cédric Pioline /  Fabrice Santoro hanno sconfitto in finale  Albert Costa /  Carlos Moyá con il punteggio di 4–6, 6–4, [4–1] ritirati.

### Doppio leggende over 45
Andrés Gómez /  Mark Woodforde hanno sconfitto in finale  Mansour Bahrami /  Pat Cash con il punteggio di 6–1, 7–6(2).

### Doppio leggende femminile
Lindsay Davenport /  Martina Hingis hanno sconfitto in finale  Elena Dementieva /  Martina Navrátilová con il punteggio di 6–4, 6–2.

## Teste di serie nel singolare
La seguente tabella illustra le teste di serie dei tornei di singolare, assegnate in base al ranking del 20 maggio 2013, i giocatori che non hanno partecipato per infortunio, quelli che sono stati eliminati, e i loro punteggi nelle classifiche ATP e WTA al 27 maggio 2013 e al 3 giugno 2013.
| Legenda                    |
| -------------------------- |
| Vincitore                  |
| Finalista                  |
| Semifinalista              |
| Quarti di finale           |
| Eliminati a 1T, 2T, 3T, 4T |
| Non partecipa              |

### Classifica singolare maschile
| Testa di serie | Ranking | Giocatore             | Punti  | Punti da difendere | Punti conquistati | Nuovo punteggio | Situazione                                 |
| -------------- | ------- | --------------------- | ------ | ------------------ | ----------------- | --------------- | ------------------------------------------ |
| 1              | 1       | Novak Đoković         | 12.310 | 1.200              | 720               | 11,830          | Eliminato in SF da Rafael Nadal (3)        |
| N/A            | 2       | Andy Murray           | 8.670  | 360                | 0                 | 8,310           | Non partecipa per infortunio alla schiena  |
| 2              | 3       | Roger Federer         | 8.000  | 720                | 360               | 7,640           | Eliminato ai QF da Jo-Wilfried Tsonga (6)  |
| 3              | 4       | Rafael Nadal          | 6.895  | 2.000              | 2.000             | 6,895           | Vittoria in finale contro David Ferrer (4) |
| 4              | 5       | David Ferrer          | 6.740  | 720                | 1.200             | 7,220           | Sconfitto in finale da Rafael Nadal (3)    |
| 5              | 6       | Tomáš Berdych         | 4.685  | 180                | 10                | 4,515           | Eliminato al 1T da Gaël Monfils (WC)       |
| N/A            | 7       | Juan Martín del Potro | 4.320  | 360                | 0                 | 3,960           | Non partecipa per bronchite                |
| 6              | 8       | Jo-Wilfried Tsonga    | 3.795  | 360                | 720               | 4,155           | Eliminato in SF da David Ferrer (4)        |
| 7              | 9       | Richard Gasquet       | 3.090  | 180                | 180               | 3,090           | Eliminato al 4T da Stan Wawrinka (9)       |
| 8              | 10      | Janko Tipsarević      | 2.480  | 180                | 90                | 2,390           | Eliminato al 3T da Michail Južnyj (29)     |
| 9              | 11      | Stan Wawrinka         | 2.630  | 180                | 360               | 2,810           | Eliminato ai QF da Rafael Nadal (3)        |
| 10             | 12      | Marin Čilić           | 2.570  | 90                 | 90                | 2,570           | Eliminato al 3T da Viktor Troicki          |
| 11             | 13      | Nicolás Almagro       | 2.375  | 360                | 180               | 2,195           | Eliminato al 4T da Tommy Robredo (32)      |
| 12             | 14      | Tommy Haas            | 2.340  | 115                | 360               | 2,585           | Eliminato ai QF da Novak Đoković (1)       |
| 13             | 15      | Kei Nishikori         | 2,315  | 0                  | 180               | 2.495           | Eliminato al 4T da Rafael Nadal (3)        |
| 14             | 16      | Milos Raonic          | 2.225  | 90                 | 90                | 2,225           | Eliminato al 3T da Kevin Anderson (23)     |
| 15             | 17      | Gilles Simon          | 1.895  | 90                 | 180               | 1,985           | Eliminato al 4T da Roger Federer (2)       |
| 16             | 18      | Philipp Kohlschreiber | 1.750  | 45                 | 180               | 1,885           | Eliminato al 4T da Novak Đoković (1)       |
| 17             | 19      | Juan Mónaco           | 1.910  | 180                | 10                | 1,740           | Eliminato al 1T da Daniel Gimeno Traver    |
| 18             | 20      | Sam Querrey           | 1.730  | 10                 | 90                | 1,810           | Eliminato al 3T da Gilles Simon (15)       |
| 19             | 21      | John Isner            | 1.690  | 45                 | 90                | 1,735           | Eliminato al 3T da Tommy Haas (12)         |
| 20             | 22      | Andreas Seppi         | 1.530  | 180                | 90                | 1,440           | Eliminato al 3T da Nicolás Almagro (11)    |
| 21             | 23      | Jerzy Janowicz        | 1.524  | 16                 | 90                | 1,598           | Eliminato al 3T da Stan Wawrinka (9)       |
| 22             | 24      | Aleksandr Dolhopolov  | 1.500  | 10                 | 10                | 1,500           | Eliminato al 1T da Dmitrij Tursunov        |
| 23             | 25      | Kevin Anderson        | 1.420  | 90                 | 180               | 1,510           | Eliminato al 4T da David Ferrer (4)        |
| 24             | 26      | Benoît Paire          | 1.405  | 45                 | 90                | 1,450           | Eliminato al 3T da Kei Nishikori (13)      |
| 25             | 27      | Jérémy Chardy         | 1.371  | 45                 | 90                | 1,416           | Eliminato al 3T da Jo-Wilfried Tsonga (6)  |
| 26             | 28      | Grigor Dimitrov       | 1.355  | 45                 | 90                | 1,400           | Eliminato al 3T da Novak Đoković (1)       |
| 27             | 29      | Fabio Fognini         | 1.345  | 90                 | 90                | 1,345           | Eliminato al 3T da Rafael Nadal (3)        |
| 28             | 30      | Florian Mayer         | 1.290  | 45                 | 10                | 1,255           | Eliminato al 1T da Denis Istomin           |
| 29             | 31      | Michail Južnyj        | 1.265  | 90                 | 180               | 1,355           | Eliminato al 4T da Tommy Haas (12)         |
| 30             | 32      | Julien Benneteau      | 1.200  | 90                 | 90                | 1,200           | Eliminato al 3T da Roger Federer (2)       |
| 31             | 33      | Marcel Granollers     | 1.145  | 180                | 10                | 0,965           | Eliminato al 1T da Feliciano López         |
| 32             | 34      | Tommy Robredo         | 1.095  | 0                  | 360               | 1,455           | Eliminato ai QF da David Ferrer (4)        |

### Classifica singolare femminile
| Testa di serie | Ranking | Giocatrice               | Punti  | Punti da difendere | Punti conquistati | Nuovo punteggio | Situazione                                    |
| -------------- | ------- | ------------------------ | ------ | ------------------ | ----------------- | --------------- | --------------------------------------------- |
| 1              | 1       | Serena Williams          | 11.620 | 5                  | 2.000             | 13.615          | Vittoria in finale contro Marija Šarapova (2) |
| 2              | 2       | Marija Šarapova          | 10.015 | 2.000              | 1.400             | 9.415           | Sconfitta in finale da Serena Williams (1)    |
| 3              | 3       | Viktoryja Azaranka       | 9.005  | 280                | 900               | 9.625           | Eliminata in SF da Marija Šarapova (2)        |
| 4              | 4       | Agnieszka Radwańska      | 6.125  | 160                | 500               | 6.465           | Eliminata ai QF da Sara Errani (5)            |
| 5              | 5       | Sara Errani              | 5.835  | 1.400              | 900               | 5.335           | Eliminata in SF da Serena Williams (1)        |
| 6              | 6       | Li Na                    | 5.335  | 280                | 100               | 5.155           | Eliminata al 2T da Bethanie Mattek-Sands      |
| 7              | 7       | Petra Kvitová            | 5.175  | 900                | 160               | 4.435           | Eliminata al 3T da Jamie Hampton              |
| 8              | 8       | Angelique Kerber         | 5.135  | 500                | 280               | 4.915           | Eliminata al 4T da Svetlana Kuznecova         |
| 9              | 9       | Samantha Stosur          | 3.645  | 900                | 160               | 2.905           | Eliminata al 3T da Jelena Janković (18)       |
| 10             | 10      | Caroline Wozniacki       | 3.625  | 160                | 100               | 3.565           | Eliminata al 2T da Bojana Jovanovski          |
| 11             | 11      | Nadia Petrova            | 3.065  | 160                | 5                 | 2.910           | Eliminata al 1T da Mónica Puig                |
| 12             | 12      | Marija Kirilenko         | 3.036  | 100                | 500               | 3.436           | Eliminata ai QF da Viktoryja Azaranka (3)     |
| 13             | 13      | Marion Bartoli           | 2.845  | 100                | 160               | 2.905           | Eliminata al 3T da Francesca Schiavone        |
| 14             | 14      | Ana Ivanović             | 2.800  | 160                | 280               | 2.920           | Eliminata al 4T da Agnieszka Radwańska (4)    |
| 15             | 15      | Roberta Vinci            | 2.785  | 5                  | 280               | 3.060           | Eliminata al 4T da Serena Williams (1)        |
| 16             | 16      | Dominika Cibulková       | 2.540  | 500                | 100               | 2.140           | Eliminata al 2T da Marina Eraković            |
| 17             | 17      | Sloane Stephens          | 2.530  | 280                | 280               | 2.530           | Eliminata al 4T da Marija Šarapova (2)        |
| 18             | 18      | Jelena Janković          | 2.500  | 100                | 500               | 2.900           | Eliminata ai QF da Marija Šarapova (2)        |
| 19             | 19      | Anastasija Pavljučenkova | 2.010  | 160                | 100               | 1.950           | Eliminata al 2T da Petra Cetkovská            |
| 20             | 20      | Carla Suárez Navarro     | 1.975  | 160                | 280               | 2.095           | Eliminata al 4T da Sara Errani (5)            |
| 21             | 21      | Kirsten Flipkens         | 1.908  | (30)               | 100               | 1.983           | Eliminata al 2T da Francesca Schiavone        |
| 22             | 22      | Ekaterina Makarova       | 1.811  | 5                  | 5                 | 1.811           | Eliminata al 1T da Svetlana Kuznecova         |
| 23             | 23      | Klára Zakopalová         | 1.745  | 280                | 5                 | 1.470           | Eliminata al 1T da Kaia Kanepi                |
| 24             | 24      | Julia Görges             | 1.605  | 160                | 5                 | 1.450           | Eliminata al 1T da Zuzana Kučová (Q)          |
| 25             | 25      | Lucie Šafářová           | 1.595  | 100                | 5                 | 1.500           | Eliminata al 1T da Jamie Hampton              |
| 26             | 26      | Sorana Cîrstea           | 1.595  | 5                  | 160               | 1.750           | Eliminata al 3T da Serena Williams (1)        |
| 27             | 27      | Jaroslava Švedova        | 1.572  | 560                | 100               | 1.112           | Eliminata al 2T da Paula Ormaechea            |
| 28             | 28      | Tamira Paszek            | 1.539  | 5                  | 5                 | 1.539           | Eliminata al 1T da Melanie Oudin              |
| 29             | 29      | Varvara Lepchenko        | 1.686  | 280                | 160               | 1.566           | Eliminata al 3T da Angelique Kerber (8)       |
| 30             | 30      | Venus Williams           | 1.546  | 100                | 5                 | 1.451           | Eliminata al 1T da Urszula Radwańska          |
| 31             | 31      | Alizé Cornet             | 1.610  | 5                  | 160               | 1.765           | Eliminata al 3T da Viktoryja Azaranka (3)     |
| 32             | 32      | Sabine Lisicki           | 1.526  | 5                  | 160               | 1.681           | Eliminata al 3T da Sara Errani (5)            |
| N/A            | 39      | Svetlana Kuznecova       | 1.442  | 280                | 500               | 1.662           | Eliminata ai QF da Serena Williams (1)        |

## Punti e distribuzione dei premi in denaro

### Distribuzione dei punti
Di seguito le tabelle per ciascuna competizione, che mostrano i punti validi per il ranking per ogni evento

### Tornei uomini e donne
| Evento              | Vincitore | Finalista | Semifinalista | Quarti di Finale | Quarto turno | Terzo turno | Secondo turno | Primo turno | Qualificato | Turno decisivo qualificazioni | Secondo turno qualificazioni | Primo turno qualificazioni |
| Singolare maschile  | 2000      | 1200      | 720           | 360              | 180          | 90          | 45            | 10          | 25          | 16                            | 8                            | 0                          |
| Doppio maschile     | 2000      | 1200      | 720           | 360              | 180          | 90          | 0             | N.D.        | N.D.        | N.D.                          | N.D.                         | N.D.                       |
| Singolare femminile | 2000      | 1400      | 900           | 500              | 280          | 160         | 100           | 5           | 60          | 50                            | 40                           | 2                          |
| Doppio femminile    | 2000      | 1400      | 900           | 500              | 280          | 160         | 5             | N.D.        | N.D.        | N.D.                          | N.D.                         | N.D.                       |

### Carrozzina
| Evento     | Vincitore | Finalista | Semifinalista | Quarti di finale |
| Singolare1 | 800       | 500       | 375           | 100              |
| Doppio2    | 800       | 500       | 100           | N.D.             |
| Doppio     | 800       | 100       | N.D.          | N.D.             |

### Junior
| Evento              | Vincitore | Finalista | Semifinalista | Quarti di finale | Secondo Turno | Primo turno | Qualificato | Turno decisivo qualificazioni |
| Singolare maschile  | 375       | 270       | 180           | 120              | 75            | 30          | 25          | 20                            |
| Singolare femminile | 375       | 270       | 180           | 120              | 75            | 30          | 25          | 20                            |
| Doppio maschile     | 270       | 180       | 120           | 75               | 45            | N.D.        | N.D.        | N.D.                          |
| Doppio femminile    | 270       | 180       | 120           | 75               | 45            | N.D.        | N.D.        | N.D.                          |

### Premi in denaro
Il montepremi totale del Roland Garros 2013 è stato aumentato di oltre 3 000 000 € a 22 milioni di euro. I vincitori del singolare maschile e del singolare femminile guadagneranno 1 500 000 €, 250 000 € in più dello scorso anno. Questo fa parte del piano teso ad aumentare il montepremi totale di altri 10 milioni di euro, portandolo a 32 000 000 € nel 2016.
| Evento                  | Vincitore   | Finalista | Semifinalista | Quarti di finale | Quarto turno | Terzo turno | Secondo turno | Primo turno | Turno decisivo qualificazioni | Secondo turno qualificazioni | Primo turno qualificazioni |
| Singolare maschile      | 1 500 000 € | 750 000 € | 375 000 €     | 190 000 €        | 100 000 €    | 60 000 €    | 35 000 €      | 21 000 €    | 10 000 €                      | 5000 €                       | 2500 €                     |
| Singolare femminile     | 1 500 000 € | 750 000 € | 375 000 €     | 190 000 €        | 100 000 €    | 60 000 €    | 35 000 €      | 21 000 €    | 9000 €                        | 4500 €                       | 2500 €                     |
| Doppio *                | 360 000 €   | 180 000 € | 90 000 €      | 50 000 €         | 28 000 €     | 15 000 €    | 8000 €        | N.D.        | N.D.                          | N.D.                         | N.D.                       |
| Doppio misto *          | 105 000 €   | 53 000 €  | 26 500 €      | 13 000 €         | 7000 €       | 3500 €      | N.D.          | N.D.        | N.D.                          | N.D.                         | N.D.                       |
| Singolare in carrozzina | 18 000 €    | 9000 €    | 5000 €        | 3000 €           | N.D.         | N.D.        | N.D.          | N.D.        | N.D.                          | N.D.                         | N.D.                       |
| Doppio in carrozzina *  | 6000 €      | 3000 €    | 1800 €        | N.D.             | N.D.         | N.D.        | N.D.          | N.D.        | N.D.                          | N.D.                         | N.D.                       |

* per team